# Tatort (Fernsehreihe)

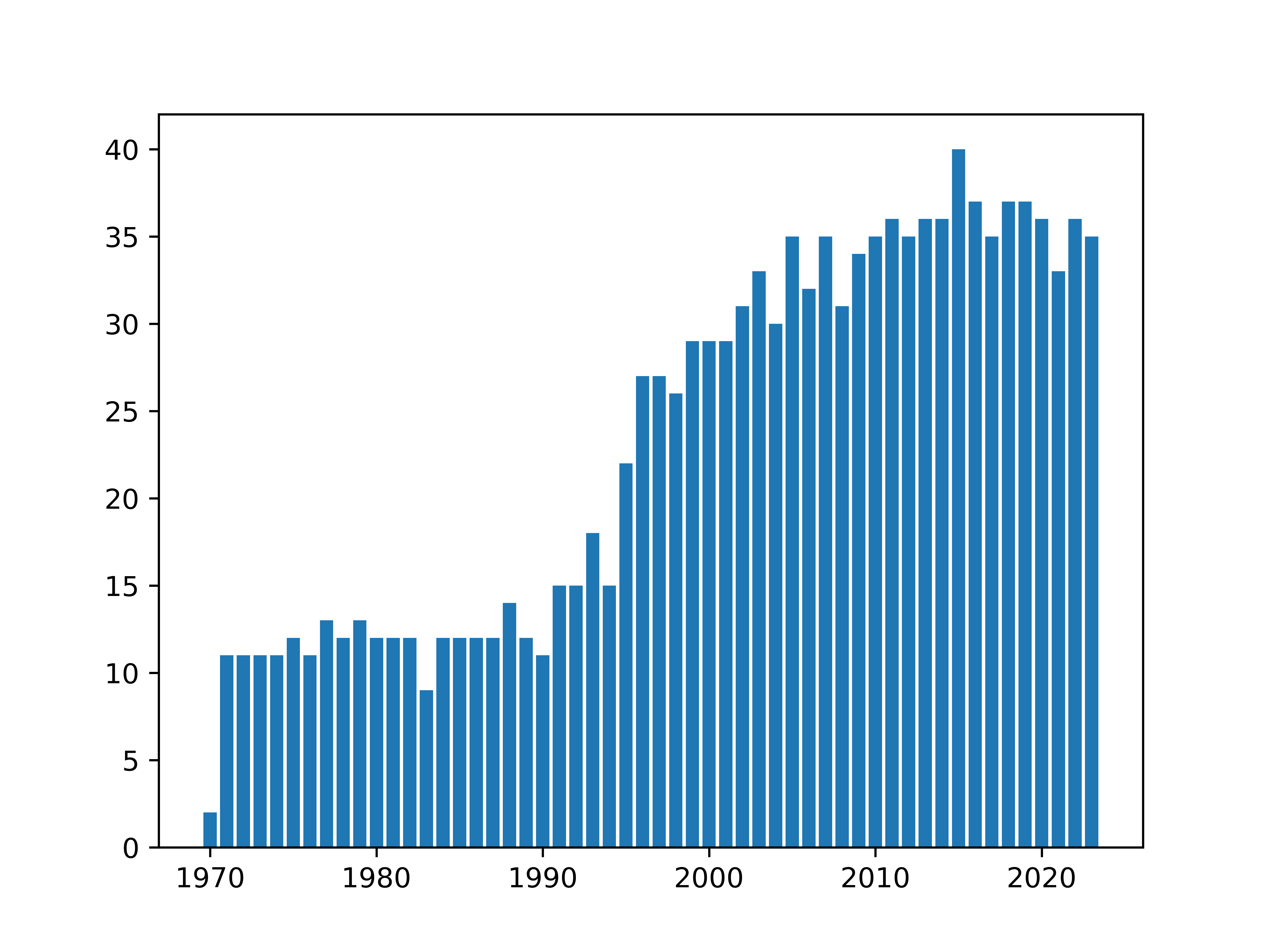
Anzahl der neuen Tatortfolgen pro Jahr

Tatort ist eine Kriminalfilm-Reihe nach einer Idee von Gunther Witte, deren Ausstrahlung 1970 im Fernsehen Westdeutschlands mit der Folge Taxi nach Leipzig begann. Zunächst als Produktion des Deutschen Fernsehens gestartet, ist sie nunmehr eine Gemeinschaftsproduktion von ARD, ORF und SRF.
In den ersten Jahren erschien durchschnittlich ein neuer Film pro Monat. Ab den frühen 1990er Jahren erhöhte sich die Häufigkeit der Erstsendungen und liegt mittlerweile bei etwa 35 pro Jahr mit einem Rekord von 40 neuen Folgen im Jahr 2015. Eine neue Folge wird in der Regel sonntags zur Hauptsendezeit im Ersten, im ORF 2 und im SRF 1 erstmals gezeigt. Bislang erschienen über 1300 Tatort-Folgen. 
Jeder Film erzählt in der Regel eine in sich abgeschlossene Geschichte, in der wechselnd und wiederkehrend ein Ermittler oder ein Team aus Ermittlern in einem Kriminalfall an deutschen, schweizerischen oder österreichischen, meist großstädtischen Schauplätzen ermittelt. Die nahezu unverändert gebliebene Titelmusik zum bekannten Vorspann mit durch einen Schlitz blickenden Augen und einer flüchtenden Person stammt von Klaus Doldinger.
Tatort ist die langlebigste und – mit teils über zehn Millionen Zuschauern bei der Erstausstrahlung – beliebteste Krimireihe im deutschsprachigen Raum. Etliche Filme aus der Reihe erhielten Nominierungen und Prämierungen für bekannte Film- und Fernsehpreise, darunter den Grimme-Preis, den Deutschen Fernsehpreis, die Goldene Kamera und die Romy.

## Konzept
Von Beginn der Reihe an stand der jeweilige Polizist im Mittelpunkt einer Folge. Die erzählten Geschichten sollen realitätsnah und vorstellbar sein. Diese beiden Aspekte gehören neben der gemeinsamen Gestaltung von Vor- und Abspann zu den wichtigen Klammerelementen, die die Tatort-Filmreihe definieren. Die einzelnen Filme der Reihe Tatort sind als in sich geschlossene, selbständige Filme mit Auflösung des Falles in der jeweiligen Folge konzipiert. Es wurden aber auch einige Doppelfolgen produziert oder Filme, die einen alten Handlungsstrang nach ein paar Jahren neu aufnehmen.
Im Gegensatz zu anderen Fernsehkrimireihen sind bei ihren Tatort-Produktionen die einzelnen Landesrundfunkanstalten der ARD jeweils für ihr Sendegebiet zuständig. Jede Rundfunkanstalt verfügt über mindestens ein Ermittlerteam (Ausnahme: Bis zur Fusion von SFB und ORB zum RBB produzierte der ORB keine Tatorte – s. u.). Dadurch, dass nicht in jeder Folge dieselben Ermittler zu sehen sind, wird für Abwechslung gesorgt. Zum Konzept der Reihe gehört das Lokalkolorit: Die jeweiligen regionalen Besonderheiten der Stadt oder Gegend, in der ermittelt wird, sollen in die Handlung mit eingearbeitet werden. Beliebt sind in Hamburger Tatorten etwa die St. Pauli-Landungsbrücken oder Brückenfahrten über den Rhein im Kölner Tatort.
Zu Beginn war keine Reihe mit festen Darstellern geplant. Man wollte einen für Krimis reservierten Programmplatz am Sonntagabend, den die beteiligten Sender in Eigenregie füllen sollten. Lediglich das Lokalkolorit sowie, als Abgrenzung zur ZDF-Krimiserie Der Kommissar, Schauplätze außerhalb des Studios wurden vorgegeben. Während in der Anfangszeit die einzelnen Folgen unterschiedliche Längen von teilweise bis zu knapp zwei Stunden aufwiesen, hat sich seit Ende der 1980er Jahre eine einheitliche Länge von etwa 90 Minuten pro Folge durchgesetzt.

### Experimentelle Folgen
Vereinzelt gab es Folgen, die von der durchschnittlichen Tatort-Realität und dem klassischen Muster des Kriminalfilms stark abweichen. Zu nennen sind hier etwa die Münsteraner Folge Limbus, die weitgehend im Unterbewusstsein des Ermittlers Prof. Boerne stattfindet, wie auch Murot und das Murmeltier, in dem LKA-Ermittler Murot mehrmals in der Handlung wieder zeitlich zurückspringt an einen bestimmten Punkt am Anfang der Episodenhandlung und diese Handlung jedes Mal erneut beeinflussen kann, was ihn aber immer wieder vor neue Probleme stellt, bis er letztlich eine Lösung findet. Ebenfalls Murot war 2015 in der Folge Wer bin ich? in eine Film-im-Film-Handlung involviert, bei der Murot-Darsteller Ulrich Tukur selbst und nicht die Figur des Murot im Mittelpunkt des Geschehens steht. 
Die Stuttgarter Episode HAL von 2016 spielte in der Zukunft und ist damit der Science-Fiction zuzuordnen; die hessische Folge Fürchte dich (2017) enthielt Anleihen im Genre des Horrorfilms. Bei den Tatorten Babbeldasch (2017) und Waldlust (2018), beide von Axel Ranisch inszeniert, sind die Dialoge des Films improvisiert.

## Entstehung

### Idee
Die Idee zur Reihe stammt von Gunther Witte, der im Auftrag von Günter Rohrbach für den WDR eine neue Krimiserie entwickeln sollte, als Nachfolge der Stahlnetz-Krimis der ARD und als Antwort auf die Konkurrenz im Unterhaltungsbereich durch die ZDF-Krimiserie Der Kommissar. Die Anregung lieferte eine ältere Rundfunkserie des RIAS mit dem Titel Es geschah in Berlin, die dokumentarisch und spannend echte, mit dem Ort Berlin verknüpfte Kriminalfälle behandelte. Witte wählte den Titel Tatort, der ursprünglich um den Namen des jeweiligen Handlungsortes ergänzt werden sollte. 
Um die finanzielle Last einer großen Krimiserie zu verteilen, wollte er die anderen regionalen ARD-Anstalten beteiligen, die jeweils ihre im eigenen Sendegebiet spielenden Folgen produzieren sollten. 
Wittes Konzept stieß bei einer der vierteljährlichen Sitzungen der ARD-Fernsehspielchefs zunächst auf wenig Interesse. Im zweiten Anlauf wurde es aber 1970 bei der nächsten Sitzung genehmigt und sollte so kurzfristig umgesetzt werden, dass keine Zeit mehr blieb, eigene Filme für die Reihe zu produzieren.
Die erste Folge Taxi nach Leipzig wurde am 29. November 1970 mit Walter Richter als Kommissar Trimmel im Deutschen Fernsehen ausgestrahlt. Der vom NDR produzierte Film war zum Zeitpunkt der Entscheidung für den Tatort-Start bereits fertiggestellt und wurde erst nachträglich als Auftaktfilm in die Reihe integriert. Bereits 1969 war der Fernsehfilm Exklusiv!, ebenfalls mit Kommissar Trimmel, ausgestrahlt worden; dieser wurde 1971 (und auch danach) als Tatort, Folge 9, wiederholt und ist als Produktion der älteste Tatort. Auch andere Sender zeigten in der Reihe zunächst Filme, die ursprünglich nicht als Tatort geplant waren.

### Produktion
Die derzeit ca. 35 neuen Tatort-Folgen pro Jahr (siehe Liste der Tatort-Folgen) werden nur zum Teil im eigenen Produktionsbetrieb der einzelnen Rundfunkanstalten erstellt. Zum größeren Teil erfolgt die Produktion als Auftragsproduktion durch Filmproduktionsgesellschaften für die Rundfunkanstalten, oft sind dies deren eigene Tochtergesellschaften. Das durchschnittliche Produktionsbudget eines Tatorts betrug 2003/2004 noch 1,43 Millionen Euro und sank bis 2011 auf 1,27 Millionen Euro pro Folge. 2015 gab Das Erste die durchschnittlichen Kosten eines 90-minütigen Tatorts mit 1,395 Millionen Euro (15.500 Euro/Minute) an. Die tatsächlichen Kosten variieren aber stark nach Produktionsart und der jeweiligen Rundfunkanstalt. Das Schweizer Fernsehen gab im Jahr 2015 Produktionskosten von 2,1 Millionen Franken für die eigenen Tatorte an.
Die Gagen der Kommissar-Darsteller betragen bei etablierten Schauspielern schätzungsweise zwischen 80.000 und 120.000 € pro Folge. Pro Folge werden 21 bis 30 Drehtage angesetzt, wobei in jüngerer Zeit die Zahl der Drehtage sich deutlich an die untere Begrenzung entwickelt. Die durchschnittliche Zahl der Drehtage sank im Laufe der 2000er Jahre von 28 auf 23 im Jahr 2011, auch aufwändige Stuntszenen wurden seltener. Die durchschnittlichen Produktionskosten einer Auftragsproduktion verteilen sich nach Angaben der ARD vom Oktober 2013 folgendermaßen: 30 % und damit der größte Anteil entfällt auf die Gagen und Honorare des Stabes, 20 % auf Gagen und Honorare der Darsteller, 12 % auf den Produzentenzuschlag (Gewinn und Handlungskosten des Produzenten), 10 % auf Außenaufnahmen, 10 % auf allgemeine Kosten, 6 % auf die Umsatzsteuer, 5 % auf Ausstattung, 4 % auf Bild-/Tonmaterial und Bearbeitung und 3 % auf Rechte. Im Jahr 2015 entfielen beim Rundfunkbeitrag von 17,50 Euro monatlich rund 14 Cent auf die Produktion der Sonntagskrimis Tatort und Polizeiruf 110.
Unter anderem um Reise- und Übernachtungskosten für die umfangreichen Filmcrews zu sparen, werden viele Szenen nicht an Originalschauplätzen gedreht, sondern an den Standorten der Produktionsfirmen und Sender. So werden beispielsweise für den WDR-Tatort Münster regelmäßig nur Außenszenen in Münster aufgenommen, während die übrigen Szenen in der Regel in Köln und Umgebung entstehen, dem Sitz des WDR und der Produktionsfirma Colonia Media.
Der Südwestrundfunk stellt einen Großteil der Aufnahmen seiner in Konstanz, Ludwigshafen und Stuttgart spielenden Tatorte in Baden-Baden und Umgebung sowie im nahe gelegenen Karlsruhe her. Am Produktionssitz Baden-Baden ließ der Sender zum Jahr 2006 eine ehemalige Schule umbauen und richtete dort die Kulissen aller drei Kommissariate sowie eine gemeinsame Pathologie ein, die mit einem gebrauchten Seziertisch und Leichenkühlschrank ausgestattet ist. 2011 fanden durchschnittlich vier bis fünf von ungefähr 25 Drehtagen eines SWR-Tatorts am Originalschauplatz statt.
Wo Handlungs- und Produktionsstandort übereinstimmen, wird häufig auf außerhalb gelegene Filmmotive zurückgegriffen, beispielsweise um eine gehäufte Verwendung der Motive zu vermeiden oder wegen schwierig zu erhaltender Drehgenehmigungen vor Ort. Daraus ergeben sich Brüche der geographischen Gegebenheiten, sodass das im Film präsentierte Bild der Stadt beispielsweise bei Entfernungen, Lage und Beziehungen zwischen Objekten nicht zwangsläufig der Realität entspricht.
Langjähriger Tatort-Koordinator war der WDR-Fernsehfilmchef Gebhard Henke. Nachdem zahlreiche Frauen, darunter Regisseurinnen und Schauspielerinnen, Henke sexuelle Belästigung vorgeworfen hatten, wurde Henke entlassen.

Tatort-Handlungsorte und Dreharbeiten
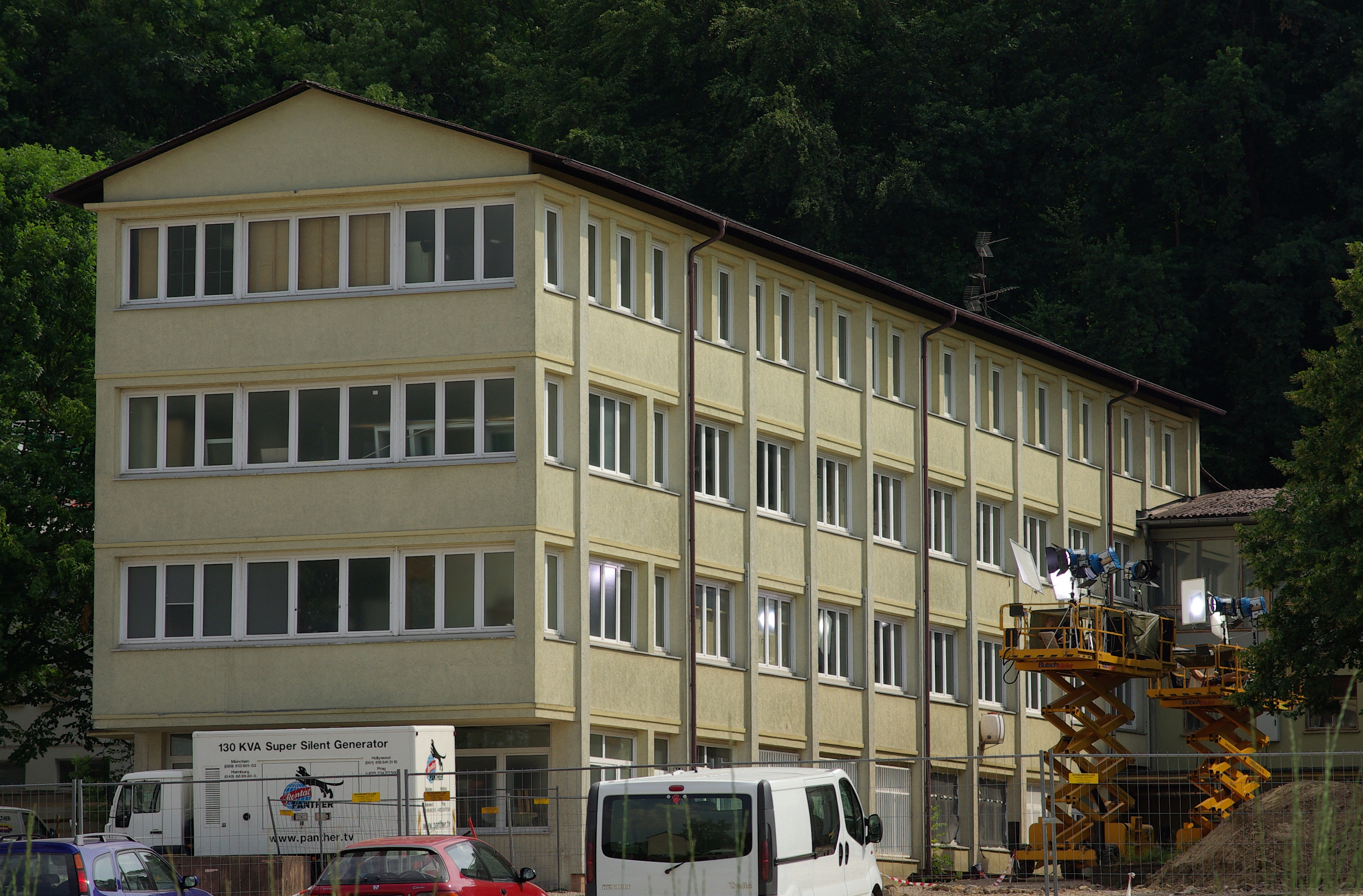
Eine ehemalige Schule in Baden-Baden ist Drehort für Innenaufnahmen der SWR-Kommissariate Konstanz, Ludwigshafen und Stuttgart
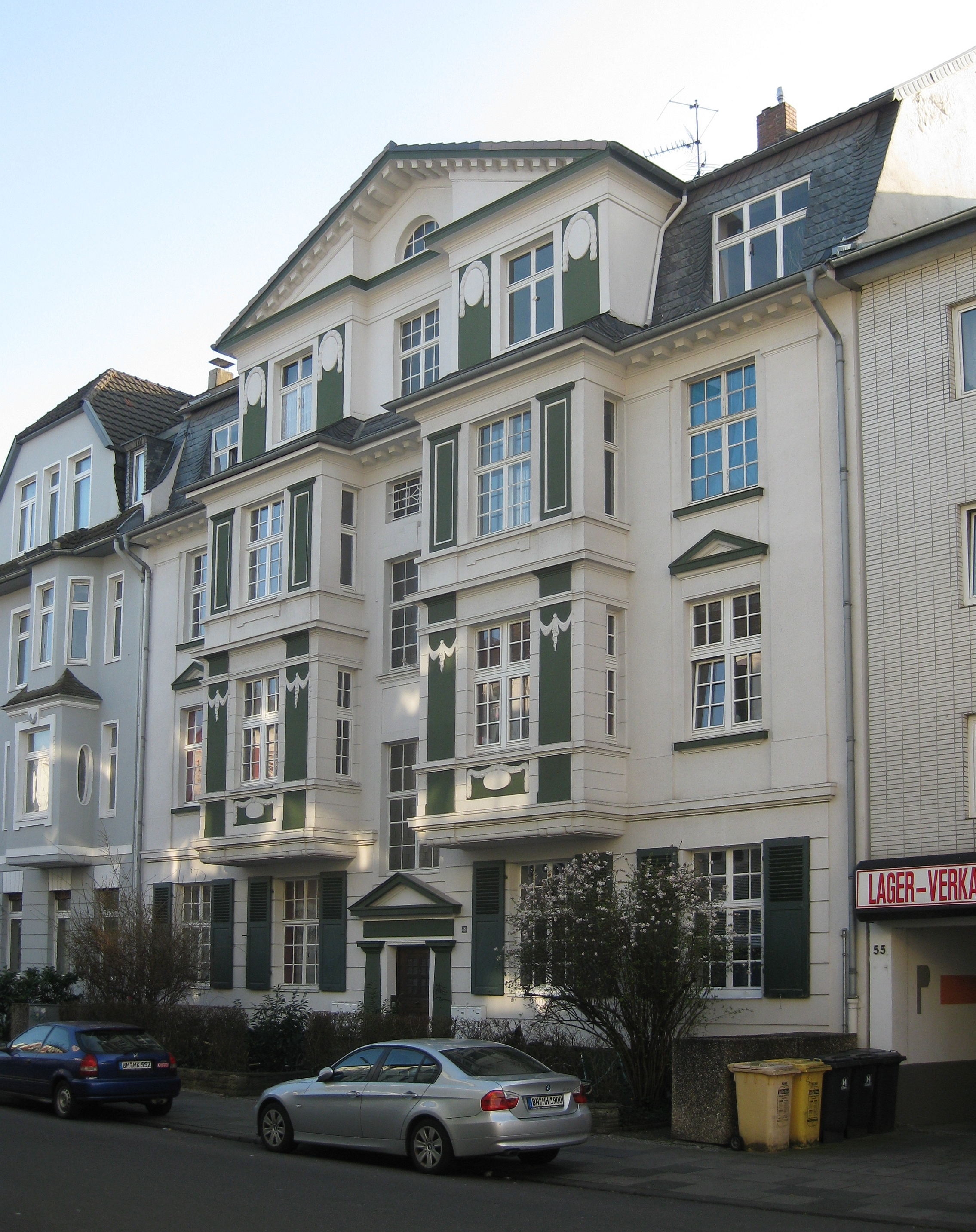
Ein Haus in Bonn diente mehrfach als Kulisse für das gemeinsame Münsteraner Wohnhaus von Thiel & Boerne
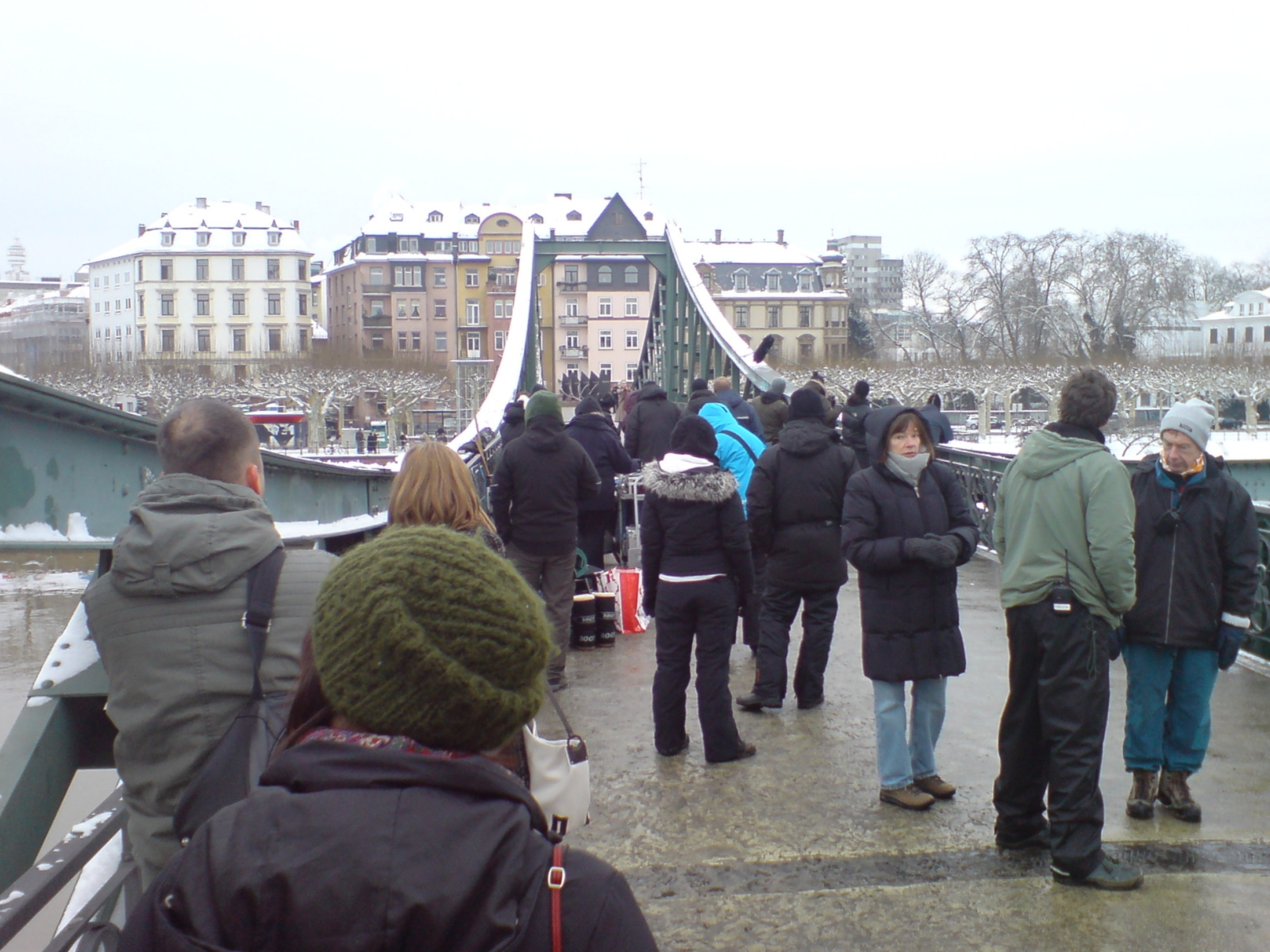
Dreharbeiten für den HR-Tatort Am Ende des Tages auf dem Eisernen Steg in Frankfurt am Main
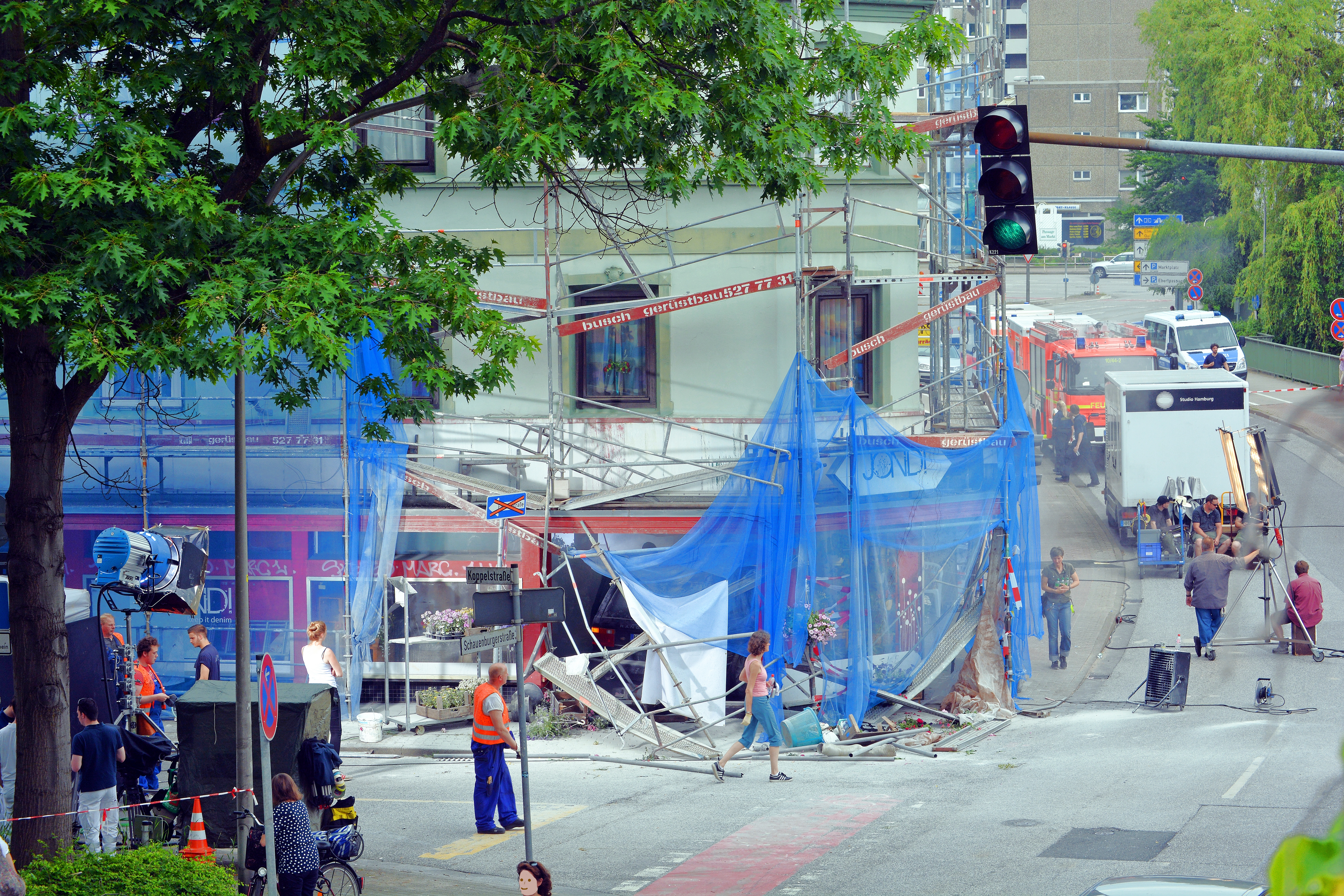
Dreharbeiten für den NDR-Tatort Borowski und der Engel in der Pinneberger Innenstadt

### Vorspann
Der Darsteller im 1970 in München gedrehten Vorspann (durch einen Schlitz blickende Augen und eine flüchtende Person) ist der bayerische Schauspieler Horst Lettenmayer, der für den Dreh einmalig 400 DM bekam. Die Aufnahme, in der nur seine Beine beim Rennen zu sehen sind, entstand auf einem Abschnitt des damaligen Flughafens München-Riem. Lettenmayer wirkte viele Jahre später auch in einer Episode mit: 1989 spielte er in dem Schimanski-Tatort Der Pott einen Gewerkschaftsführer, der ermordet wird.
Die Grafikdesignerin des Vorspanns war Kristina Böttrich-Merdjanowa, die hierfür einmalig 2500 DM erhielt. Ende 2009 reichte sie in einem Gerichtsverfahren vor dem Landgericht München I eine Stufenklage auf eine höhere Entlohnung sowie Namensnennung ein, in der das Landgericht München I mit einem Teilurteil vom 24. März 2010 zunächst in weiten Teilen zu Gunsten der Klägerin entschied. Im Februar 2011 hob das Oberlandesgericht München dieses Urteil jedoch wieder auf und wies die Klage ab.
Der Vorspann ist über die Jahrzehnte fast unverändert geblieben; das Fadenkreuz bestand anfangs aus drei, zwischen 1994 und 2009 auch oft (in 253 von 435 Folgen) aus fünf Kreisen. 2003 wurde das offizielle Tatort-Logo mit drei Kreisen als Marke angemeldet und gilt seitdem als verbindlich. Die Titelmusik wurde 1970 von Klaus Doldinger komponiert und im Lauf der Zeit nur zweimal, 1979 und 2004, behutsam modifiziert. Das Schlagzeug in der Erstfassung spielte Udo Lindenberg.

### Sponsoring
Ab März 1995 wurden die im Ersten ausgestrahlten Tatort-Folgen durch einen Sponsoringspot der Brauerei Krombacher eingeläutet, in dem eine Insel in einer Vorsperre der Wiehltalsperre gezeigt wurde. Die Novellierung des Rundfunkstaatsvertrages hebt die bisherige Unterscheidung zwischen Werbung und Programmsponsoring weitgehend auf, weswegen der Spot, nun als Werbung eingestuft, seit Januar 2013 nicht mehr gezeigt wird.

### Regisseure
Den ersten Tatort Taxi nach Leipzig inszenierte Peter Schulze-Rohr, der noch bei weiteren 14 Fällen Regie führte und damit immer noch auf Platz 10 der Regisseure mit den meisten Folgen steht. Insgesamt waren für die bisherigen über 1200 Folgen mehr als 350 Regisseure verantwortlich (Stand Ende 2022). Die meisten Tatort-Folgen drehte Hartmut Griesmayr, der mit der im März 1979 ausgestrahlten Folge Alles umsonst erstmals für den Tatort tätig war. Seine 26. und letzte Arbeit der Reihe war der letzte Tatort des Kriminalhauptkommissars Bienzle, Bienzle und sein schwerster Fall vom Februar 2007. Hajo Gies und Thomas Jauch führten bei 21 Folgen Regie, Thomas Bohn und Kaspar Heidelbach bei 20. Die Plätze 6 und 7 belegen Florian Baxmeyer mit 18 und Niki Stein mit 17 Folgen.
Viele bekannte Film- und Fernsehregisseure wie Lars Becker, Samuel Fuller, Dominik Graf, Wolfgang Petersen, Jürgen Roland, Wolfgang Staudte, Margarethe von Trotta, Fritz Umgelter, Michael Verhoeven und Dieter Wedel gehören zum Kreis der Tatort-Regisseure.

### Drehbuchautoren
Die Drehbücher zu den über 1200 Folgen wurden von mehr als 600 verschiedenen Autoren verfasst, in vielen Folgen auch als Teams. Das Drehbuch zum ersten Tatort Taxi nach Leipzig schrieb Friedhelm Werremeier zusammen mit dem Regisseur Peter Schulze-Rohr. Werremeier lieferte zudem noch die Drehbücher für 11 weitere Tatorte. Die meisten Vorlagen schrieb bisher Felix Huby, der 33 Drehbücher verfasste und unter anderem die Tatort-Kommissare Max Palu, Ernst Bienzle und Jan Casstorff schuf. Die zweitmeisten Folgen stammen von Jürgen Werner, der 31 Filmskripte schrieb. Auch Andreas Pflüger, Jan Hinter, Fred Breinersdorfer und Stefan Cantz steuerten jeweils mehr als 20 Drehbücher bei.

### Sprache
In den neueren Folgen wird fast ausschließlich Standarddeutsch gesprochen, Ausnahmen bilden einige Folgen des ORF, des SR, des BR und des SWR. In der Anfangszeit des Tatorts zählte zum Lokalkolorit auch der in der jeweiligen Gegend des Geschehens gesprochene Dialekt. Mit Usambaraveilchen wurde 1981 erstmals eine Episode der Fernsehreihe ausgestrahlt, für die ein optionaler Untertitel produziert worden war.
Der NDR sendete 1982 die Folge Wat Recht is, mutt Recht bliewen, in der eine niederdeutsche Sprachvarietät gesprochen und mit hochdeutschen Untertiteln übersetzt wurde. Ein solches Experiment wurde bisher nicht wiederholt.
Schweizer Tatort-Filme werden auf Schweizerdeutsch gedreht und für den deutschen und österreichischen Markt synchronisiert. Die Dialektfassung ist nur in der Schweiz (SRF 1) zu sehen, die Synchronfassung nur in Deutschland und Österreich (Das Erste/ORF 2).
Die ab 2000 im ORF gezeigte Krimireihe Trautmann sollte wegen ihres großen Erfolgs ab 2002 innerhalb der Tatort-Reihe den Wiener Ermittler Eisner ablösen, wurde aber von der ARD kurz vor der ersten Ausstrahlung wegen „schwer verständlichen“ Wiener Dialekts abgesetzt.

### Musik
Vornehmlich in den 1980er und 1990er Jahren wurden einige der Lieder, die innerhalb und am Ende der Folgen gespielt wurden, durch die Tatort-Ausstrahlungen bekannt oder auch kommerziell erfolgreich. Die erfolgreichsten Songs sind Midnight Lady, geschrieben von Dieter Bohlen und gesungen von Chris Norman, aus der Tatort-Folge Der Tausch (1986) und Faust auf Faust (Schimanski) von der Klaus-Lage-Band aus dem ersten Tatort-Kinofilm Zahn um Zahn im Sommer 1985. Hier eine Auswahl der Lieder aus den jeweiligen Folgen:
| Künstler                   | Titellied                                       | Folge                                        | Jahr | Sender   |
| -------------------------- | ----------------------------------------------- | -------------------------------------------- | ---- | -------- |
| Can                        | Vitamin C                                       | Tote Taube in der Beethovenstraße            | 1973 | WDR      |
| Frank Duval                | Hey Girl                                        | Schüsse in der Schonzeit                     | 1977 | BR       |
| Marius Müller-Westernhagen | Hier in der Kneipe fühl ich mich frei           | Grenzgänger                                  | 1981 | WDR      |
| Tangerine Dream            | Das Mädchen auf der Treppe (White Eagle)        | Das Mädchen auf der Treppe                   | 1982 | WDR      |
| Warning                    | Why Can the Bodies Fly                          | Peggy hat Angst                              | 1982 | SWF      |
| Tangerine Dream            | Daydream                                        | Miriam                                       | 1983 | WDR      |
| Dhuo                       | Walkin’                                         | Heißer Schnee                                | 1984 | BR       |
| Jil Anderson               | Without You (Baby, Baby)                        | Haie vor Helgoland                           | 1984 | NDR      |
| Mark Spiro                 | Winds of Change                                 | Das Haus im Wald                             | 1985 | WDR      |
| Patricia Simpson           | Dreams in the City                              | Nachtstreife                                 | 1985 | ORF      |
| Klaus Lage Band            | Faust auf Faust                                 | Zahn um Zahn                                 | 1985 | Kinofilm |
| Chris Norman               | Midnight Lady                                   | Der Tausch                                   | 1986 | WDR      |
| Die Toten Hosen            | Verschwende deine Zeit                          | Voll auf Haß                                 | 1986 | NDR      |
| F. B. Eye                  | Money Is the Power                              | Leiche im Keller                             | 1986 | NDR      |
| Joy                        | Destination Heartbeat                           | Flucht in den Tod                            | 1987 | ORF      |
| Sandra                     | Stop for a Minute                               | Salü Palu                                    | 1987 | SR       |
| Klaus Lage                 | Nie wieder Kind (Instr.)                        | Zabou                                        | 1987 | WDR      |
| Ian Cussick                | Too Lonely to Win                               | Sein letzter Wille                           | 1988 | SDR      |
| Chris Norman               | Broken Heroes                                   | Gebrochene Blüten                            | 1988 | WDR      |
| Roger Chapman              | Slap Bang in the Middle                         | Einzelhaft                                   | 1988 | WDR      |
| Klaatu                     | Woman                                           | Tödlicher Treff                              | 1988 | SDR      |
| Blue System                | Silent Water                                    | Moltke                                       | 1988 | WDR      |
| Rio Reiser                 | Über Nacht                                      | Der Pott                                     | 1989 | WDR      |
| Klaus Lage                 | Hand in Hand                                    | Unter Brüdern                                | 1990 | WDR, DFF |
| Bonnie Tyler               | Against the Wind                                | Der Fall Schimanski                          | 1991 | WDR      |
| Wolf Maahn                 | Cool                                            | Der Mörder und der Prinz                     | 1992 | WDR      |
| Markus Küpper              | Sie hat Schluß gemacht                          | Ein ehrenwertes Haus                         | 1994 | MDR      |
| Rio Reiser                 | Träume                                          | Im Herzen Eiszeit                            | 1995 | BR       |
| Ben Becker                 | Alter Mann                                      | Falsches Alibi                               | 1995 | MDR      |
| Rebecca Littig             | Kyrie                                           | Heilig Blut                                  | 1996 | WDR      |
| The Brandalls              | Not the Time to Write a Love Song               | Das Mädchen mit der Puppe                    | 1996 | WDR      |
| Büdi Siebert               | The Champion                                    | Bienzle und der Champion                     | 1998 | SDR      |
| Liv Kristine               | 3AM                                             | Dagoberts Enkel                              | 1999 | SFB      |
| The EDY 168                | Mein Revier 168                                 | Mein Revier                                  | 2012 | WDR      |
| Schmidt                    | Heart Shaped Gun                                | Scheinwelten                                 | 2013 | WDR      |
| Roland Kaiser              | Egoist                                          | Summ, summ, summ                             | 2013 | WDR      |
| Element of Crime           | Wenn der Wolf schläft, müssen alle Schafe ruhen | Der Irre Iwan                                | 2014 | MDR      |
| Rammstein                  | Asche zu Asche                                  | Die Geschichte vom bösen Friederich          | 2016 | HR       |
| Rio Reiser                 | Für immer und dich                              | Für immer und dich                           | 2019 | SWR      |
| Udo Lindenberg             | Kompass                                         | Alles kommt zurück                           | 2021 | NDR      |
| The Halo Effect            | Days of the Lost (live auf Wacken)              | Borowski und das unschuldige Kind von Wacken | 2023 | NDR      |

## Handlungsorte
Anders als die meisten deutschen Krimiserien finden die Tatort-Folgen, auch bedingt durch die verschiedenen Ermittlerteams der beteiligten Rundfunkanstalten, an unterschiedlichen Schauplätzen statt, die ihren Schwerpunkt im Gebiet der produzierenden Rundfunkanstalt haben. Dabei überwiegen bei Teams, die an feste Einsatzorte gebunden sind, in der Regel Großstädte, jedoch gibt es immer wieder nicht ortsgebundene Ermittler, etwa Hauptkommissar Finke in den 1970er Jahren (Schleswig-Holstein), Hauptkommissarin Charlotte Lindholm (bis 2018 in Niedersachsen) und gegenwärtig Oberstleutnant Moritz Eisner (Österreich), Kriminalhauptkommissar Falke (Norddeutschland) sowie Voss und Ringelhahn (Franken).
Zu den häufigsten Tatort-Schauplätzen gehören München (u. a. Veigl, Batic/Leitmayr), Hamburg (u. a. Stoever, Batu), Berlin (u. a. Ritter/Stark), Frankfurt (u. a. Konrad und Brinkmann), Köln (Ballauf/Schenk), Leipzig (u. a. Ehrlicher/Kain, Saalfeld/Keppler), Ludwigshafen (Odenthal/Kopper), Stuttgart (u. a. Bienzle, Lannert/Bootz), Münster (Thiel/Boerne) und die Ruhrgebietsstädte Essen (Haferkamp) und Duisburg (Schimanski/Thanner). 
Berlin, Hamburg und München sind seit Beginn der Reihe praktisch durchgehend als Handlungsorte etabliert. Kleinere und nur einmalig in Erscheinung tretende Handlungsorte (etwa bei Finke, Lutz oder Lindholm, auch bei Einzelfolgen mit nicht wiederkehrenden Kommissaren in den 1980er Jahren) werden häufig nicht konkret benannt oder mit fiktiven Namen belegt.

## Ermittler
Eine Besonderheit der Serie ist die Zahl der Ermittler. Im Gegensatz zu anderen Fernsehserien gibt es beim Tatort eine Vielzahl von Hauptdarstellern, die von Folge zu Folge wechseln, gleichzeitig jedoch wiederkehrende Figuren darstellen. Dieser Gegensatz ergibt sich daraus, dass in der Reihe Tatort mehrere Serien zusammengefasst werden (wenn man denn die Folgen der wiederkehrenden Ermittler jeweils als eine eigenständige Serie sieht). Derzeit gibt es in der Reihe 22 Ermittler bzw. Ermittlerteams; insgesamt sind bereits mehr als 80 verschiedene Ermittler(-teams) in Erscheinung getreten. Diese Besonderheit liegt an der Konzeption der Serie (s. o.) als Gemeinschaftsproduktion der neun ARD-Rundfunkanstalten sowie des ORF.
Das Schweizer Radio und Fernsehen (SRF) hat die Reihe seit Januar 2011 wieder in sein Sonntagabendprogramm aufgenommen und produziert jährlich zwei Folgen. Bereits von 1990 bis 2001 war das Schweizer Fernsehen am Tatort beteiligt und steuerte in dieser Zeit zwölf Folgen bei.
In den frühen Folgen stehen die zu lösenden Fälle mit den damit verbundenen Personen von Verdächtigen, Zeugen und Tätern im Vordergrund der Handlung. Die Kommissare spielen darin überwiegend nur als Polizisten eine Rolle. Ihre Darstellung als Privatpersonen unterbleibt dabei weitestgehend, von vielen frühen Tatort-Kommissaren sind nicht einmal die Vornamen bekannt.
Private Einblicke blieben eher selten: So war Kommissar Veigl schon mal in einer Volkstheateraufführung zu sehen oder beim Besuch eines Fußball-WM-Spiels (1974). Etwas mehr Privatleben erhielten einzig die frühen WDR-Ermittler Zollfahnder Kressin (vor allem wechselnde Freundinnen) sowie Kommissar Haferkamp, dessen geschiedene Frau (Karin Eickelbaum) regelmäßig in Erscheinung trat und gelegentlich in Ermittlungen mit eingespannt wurde. Im Lauf der Jahre wird immer mehr auch die persönliche Geschichte der Ermittler oder deren Eigenarten erzählt, dies wurde vor allem zu Beginn der 1980er Jahre durch den Auftritt von Kommissar Schimanski eingeläutet.

### Aktuelle Ermittler
| Zeitraum  | Rollen | Darsteller | Bild der Darsteller | Region                                                | Filme | Sender                          | Besonderheiten |
| --------- | --- | --- | --- | ----------------------------------------------------- | ----- | ------------------------------- | --- |
| seit 1989 | Lena Odenthal, Mario Kopper (Filme 10–66), Johanna Stern (ab Film 60) | Ulrike Folkerts, Andreas Hoppe (1996–2018), Lisa Bitter (ab 2014) | Ulrike Folkerts, Andreas Hoppe | Ludwigshafen                                          | 81    | SWR (seit 1998), SWF (bis 1998) | |
| 1991–2025 | Ivo Batic, Franz Leitmayr | Miroslav Nemec, Udo Wachtveitl | Miroslav Nemec und Udo Wachtveitl | München                                               | 98    | BR, WDR                         | |
| seit 1997 | Max Ballauf, Freddy Schenk | Klaus J. Behrendt, Dietmar Bär | Klaus J. Behrendt und Dietmar Bär | Köln                                                  | 93    | WDR, MDR                        | Die Figur Ballauf gehörte vorher schon zum Düsseldorfer Team (acht Filme).                                                                                                   |
| 1999–2026 | Moritz Eisner, Bibi Fellner (ab Film 24) | Harald Krassnitzer, Adele Neuhauser (ab 2011) | Harald Krassnitzer und Adele Neuhauser | Wien                                                  | 60    | ORF                             | |
| seit 2002 | Frank Thiel, Prof. Karl-Friedrich Boerne | Axel Prahl, Jan Josef Liefers | Axel Prahl trägt eine graue Strickjacke mit Reißverschluss und darunter ein graues T-Shirt. Darüber trägt er eine dunkelblaue Jacke. Im Hintergrund sind verschwommene Elemente zu erkennen, darunter ein rundes Objekt und ein silberner, spiralförmiger Gegenstand, der möglicherweise Teil einer Armatur ist. Er hat kurzes, helles Haar und blauen Augen. Er lächelt freundlich in die Kamera. Eine Hand ruht auf der Schulter der Person, was auf den Ausschnitt eines Gruppenbildes deuten könnte. Das Foto entstand bei den WDR-Dreharbeiten zu Tatort Münster „Lakritz“-6979. · Jan Josef Liefers lächelt freundlich in die Kamera und trägt einen weißen Laborkittel, und eine gemusterte Krawatte. Er hat hellbraunes Haar und hält mit einer Hand den Laborkittel fest. Im Hintergrund ist eine Laborumgebung zu erkennen, mit gefliesten Wänden und einigen Geräten, die schemenhaft sichtbar sind. Das Foto entstand bei den WDR-Dreharbeiten zu Tatort Münster „Lakritz“ in der Rolle des Prof. Dr. Dr. Karl-Friedrich Boerne 2019. | Münster                                               | 47    | WDR                             | |
| seit 2002 | Charlotte Lindholm, Anaïs Schmitz (Filme 26–28, 30, 31) | Maria Furtwängler, Florence Kasumba (2019–2024) | Maria Furtwängler und Florence Kasumba | Hannover (außer Filme 26–31), Göttingen (Filme 26–31) | 31    | NDR                             | |
| seit 2003 | Klaus Borowski, Frieda Jung (bis Film 14), Sarah Brandt (Filme 17–30), Mila Sahin (ab Film 32), Elli Krieger (ab Film 45)                                                       | Axel Milberg (bis 2025), Maren Eggert (bis 2010), Sibel Kekilli (2011–2017), Almila Bagriacik (ab 2018), Karoline Schuch (ab 2026)                                         | Axel Milberg · Almila Bagriacik | Kiel                                                  | 44    | NDR                             | Die Figur Borowski ging aus der Krimireihe Stahlnetz hervor, sie schied 2025 aus der Tatort-Reihe aus und wird ab 2026 durch die Figur der Psychologin Elli Krieger ersetzt. |
| seit 2008 | Thorsten Lannert, Sebastian Bootz | Richy Müller, Felix Klare | Richy Müller · Felix Klare | Stuttgart                                             | 34    | SWR                             | |
| seit 2010 | Felix Murot | Ulrich Tukur | Ulrich Tukur | Wiesbaden                                             | 13    | HR                              | |
| seit 2012 | Peter Faber, Martina Bönisch (bis Film 21), Nora Dalay (bis Film 16), Daniel Kossik (bis Film 10), Jan Pawlak (Filme 11–24), Rosa Herzog (ab Film 18), Ira Klasnić (ab Film 24) | Jörg Hartmann, Anna Schudt (bis 2022), Aylin Tezel (bis 2020), Stefan Konarske (bis 2017), Rick Okon (2018–2024), Stefanie Reinsperger (ab 2021), Alessija Lause (ab 2024) | Jörg Hartmann, Aylin Tezel, Anna Schudt, Stefan Konarske | Dortmund                                              | 28    | WDR, BR                         | Die Figuren Faber und Bönisch gehören überdies zum Ermittlerteam im Tatort-Film Das Team.                                                                                    |
| seit 2013 | Thorsten Falke, Katharina Lorenz (bis Film 6), Julia Grosz (Filme 7–19) | Wotan Wilke Möhring, Petra Schmidt-Schaller (bis 2015), Franziska Weisz (2016–2024)                                                                                        | Wotan Wilke Möhring · Franziska Weisz | Hamburg                                               | 21    | NDR                             | |
| seit 2015 | Robert Karow, Nina Rubin (bis Film 15), Susanne Bonard (ab Film 17) | Mark Waschke, Meret Becker (bis 2022), Corinna Harfouch (ab 2023) | Mark Waschke · Meret Becker · Corinna Harfouch | Berlin                                                | 20    | RBB                             | |
| seit 2015 | Felix Voss, Paula Ringelhahn (bis Film 10) | Fabian Hinrichs, Dagmar Manzel (bis 2024) | Fabian Hinrichs · Dagmar Manzel | Nürnberg                                              | 10    | BR                              | |
| seit 2016 | Karin Gorniak (bis Film 18), Henni Sieland (bis Film 6), Leonie Winkler (ab Film 7), Peter Michael Schnabel                                                                     | Karin Hanczewski (bis 2025), Alwara Höfels (bis 2018), Cornelia Gröschel (ab 2019), Martin Brambach                                                                        | Karin Hanczweski · Cornelia Gröschel | Dresden                                               | 18    | MDR                             | |
| seit 2017 | Franziska Tobler, Friedemann Berg (außer Film 3), Luka Weber (Film 3) | Eva Löbau, Hans-Jochen Wagner, Carlo Ljubek (2018) | Eva Löbau · Hans-Jochen Wagner | Freiburg                                              | 14    | SWR                             | |
| seit 2020 | Adam Schürk, Leo Hölzer, Esther Baumann, Pia Heinrich | Daniel Sträßer, Vladimir Burlakov, Brigitte Urhausen, Ines Marie Westernströer                                                                                             | Daniel Sträßer · Vladimir Burlakov | Saarbrücken                                           | 6     | SR                              | |
| seit 2020 | Isabelle Grandjean, Tessa Ott | Anna Pieri Zuercher, Carol Schuler | Carol Schuler | Zürich                                                | 9     | SRF                             | |
| seit 2021 | Liv Moormann, Linda Selb, Mads Andersen (Filme 1, 2, 4) | Jasna Fritzi Bauer, Luise Wolfram, Dar Salim (2021, 2023) | Jasna Fritzi Bauer · Luise Wolfram | Bremen                                                | 7     | Radio Bremen                    | Die Figur Linda Selb gehörte auch schon zum vorherigen Bremer Ermittlerteam.                                                                                                 |

### Ehemalige Ermittler
Mehr als 60 Ermittler und Ermittlerteams haben die Reihe seit Beginn wieder verlassen. Der erste Aussteiger war 1972 der Baden-Badener KHK Horst Pflüger, gespielt von Ernst Jacobi. Wie zahlreichen anderen Ermittlern blieb ihm nur ein einziger Fall. Gleich zwei Einsätze als „Eintagsfliege“ hatte Klaus Löwitsch in Milieustudien von Jürgen Roland für den HR: Nachdem er 1982 als Polizeihauptmeister Werner Rolfs im Dienst erschossen wurde, spielte er 1985 unter dem Namen Reinhold Dietze erneut in einem Tatort als Frankfurter Polizeihauptmeister die Hauptrolle.
Dauerhafter war der Einsatz von Peter Sodann als sächsischer KHK Bruno Ehrlicher, der zwischen 1992 und 2007 45 Fälle löste. Manfred Krug war als Hamburger KHK Paul Stoever zwischen 1984 und 2001 in 41 Folgen aktiv, meist gemeinsam mit Charles Brauer als KHK Peter Brockmöller. Dominic Raacke schaffte als Berliner KHK Till Ritter von 1999 bis 2014 37 Fälle, zumeist gemeinsam mit Boris Aljinovic als KHK Felix Stark. Eva Mattes ermittelte von 2002 bis 2016 31-mal als KHK Klara Blum am Bodensee. Auf 29 Folgen brachte es Götz George als Horst Schimanski zwischen 1981 und 1991.
Mehr als ein Jahrzehnt im Dienst waren auch Karl-Heinz von Hassel zwischen 1985 und 2001 mit 28 Fällen als hessischer KHK Edgar Brinkmann sowie Werner Schumacher als KHK Eugen Lutz (16 Fälle zwischen 1971 und 1986) und Dietz-Werner Steck mit 25 Fällen als Erster KHK Ernst Bienzle von 1992 bis 2007, beide in Stuttgart. Hansjörg Felmy löste als Heinz Haferkamp 20 Fälle innerhalb von sieben Jahren, während Jochen Senf als Saarbrücker KHK Max Palu auf 18 aktive Jahre mit 18 Tatort-Folgen kam.

### Entwicklung der Ermittler
In der Anfangszeit waren Kommissare und Ermittler üblich, die als Einzelkämpfer auftraten, keine festen Kollegen in wiederkehrenden Rollen hatten oder zumindest von der Gewichtung in der Handlung sehr stark im Vordergrund standen. Ein solcher Einzelkämpfer war beispielsweise Zollfahnder Kressin (Sieghardt Rupp). Kommissar Finke (Klaus Schwarzkopf) hatte ebenso wie Kommissar Trimmel (Walter Richter) einen festen Stamm an Assistenten, die jedoch nicht allzu stark ins Gewicht fielen.
Im Laufe der Zeit kam es zunächst zu einer verstärkten Einbindung der Assistenten; ihre Rollen wurden nach und nach größer. Größere Eigenständigkeit entwickelte etwa schon der feste Mitarbeiter Willi Kreutzer (Willy Semmelrogge) von Kommissar Haferkamp (Hansjörg Felmy), der während des Urlaubes seines Chefs einen Fall alleine löste (Felmy hatte die Arbeit beim Tatort eingestellt). Auch die Mitarbeiter Lenz (Helmut Fischer) und Brettschneider (Willy Harlander) von Kommissar Veigl (Gustl Bayrhammer) sowie Assistent Wirz (Kurt Jaggberg) von Inspektor Marek (Fritz Eckhardt) wurden im Laufe der Zeit etwas selbständiger.
Mit der Figur des Kommissars Thanner (Eberhard Feik), der sich an der Seite von Kommissar Schimanski (Götz George) sehr schnell zum gleichwertigen, wenn auch anders agierenden Partner entwickelte, wurden erstmals zwei Figuren gleichberechtigt. Der ursprünglich noch recht eigenständig agierende Kommissar Stoever (Manfred Krug) erhielt nach wenigen Folgen einen nahezu gleichwertigen, wenn auch anfänglich noch rangniedrigeren Partner in der Figur des Brockmöller (Charles Brauer). Seit den 1990er Jahren gibt es fast ausschließlich gleichberechtigte Ermittlerteams; allein ermittelnde Kommissare wie Lena Odenthal (Ulrike Folkerts) oder Charlotte Lindholm (Maria Furtwängler) sind die Ausnahme. Der Wiener Oberstleutnant Eisner (Harald Krassnitzer) hatte zunächst einen festen Stamm an Assistenten, trat dann mehrere Folgen mit wechselnden Assistenten oder alleine auf, bis er in Vergeltung Fellner an seine Seite erhielt.
Zumeist werden bei Auslaufen eines Ermittlers oder Ermittlerteams alle Protagonisten neu besetzt, jedoch kam es auch immer wieder vor, dass nach dem Weggang der bisherigen Hauptfigur einer der Mitarbeiter in die Rolle des Chefermittlers nachrückte, etwa Kommissar Lenz (Helmut Fischer) an die Stelle von Kommissar Veigl (Gustl Bayrhammer), der es auf sieben Folgen in der Hauptrolle brachte. Eine starke Kontinuität hatten in dieser Hinsicht lange die Tatort-Folgen aus Österreich, hier folgte der ehemalige Assistent Wirz (Kurt Jaggberg), allerdings als neue Figur Kurth Hirth, dem pensionierten Vorgänger Marek (Fritz Eckhardt) und wurde später seinerseits vom bereits eingeführten Fichtl (Michael Janisch) abgelöst. Max Ballauf (Klaus J. Behrendt) begann seine Karriere als Assistent von Kommissar Flemming (Martin Lüttge) in Düsseldorf. Kurioserweise war er als Assistent des Kommissars Flemming Kriminalhauptmeister (KHM, mittlerer Dienst) und kehrte als KHK (KHK, gehobener Dienst) aus den USA zurück. Auch gelang dem Mitarbeiter Deininger (Gregor Weber) von Kommissar Palu (Jochen Senf) der Sprung in das nachfolgende Ermittlerteam; ebenso Kommissarin Selb (Luise Wolfram), die ab 2016 an der Seite von Lürsen und Stedefreund in Erscheinung trat und diese ab 2021 als Moormann und Selb beerbte. 
Eine Sonderrolle unter den Mitarbeitern spielte der Berliner Kommissar Hassert (Ulrich Faulhaber), der zwischen 1976 und 1985 gleich drei verschiedenen Hauptkommissaren, nämlich den Ermittlern Schmidt (Martin Hirthe), Behnke (Hans Peter Korff) und Walther (Volker Brandt), zur Seite stand. Zum Hauptermittler brachte er es jedoch nicht. KHK Eugen Lutz gerät in seinem letzten Fall selbst unter Verdacht, der gegen ihn ermittelnde KHK Schreitle (Horst Michael Neutze) beerbt ihn anschließend am Tatort-Schauplatz Stuttgart und kommt Ende der 1980er Jahre noch auf drei weitere Episoden als Hauptermittler.
In den 1970er und bis Mitte der 1980er Jahre gab es auch immer wieder Einzelauftritte von Ermittlern, die zuvor unbekannt waren und auch später nicht mehr in Erscheinung traten, wie KHK Nagel (Diether Krebs), der lediglich in einer einzigen Folge (Nr. 97 Alles umsonst) des NDR 1979 ermittelte. Die bisher letzte „Eintagsfliege“ war Oberinspektor Becker (Klaus Wildbolz) im Jahr 1996, der in Folge 338 Mein ist die Rache des ORF in Wien ermittelte. Da zu dieser Zeit kleinere Sendeanstalten meist nur einen Tatort pro Jahr drehten, konnten es sich viele Schauspieler nicht leisten, aufgrund ihrer Eigenschaft als „Tatort-Kommissar“ andere Rollen nicht zu erhalten.
Als Ausnahmen in den Reihen der Tatort-Ermittler finden sich vereinzelt Protagonisten, die nicht der Kriminalpolizei angehören. Dies waren beispielsweise Zollfahnder Kressin in den Anfangsjahren, MAD-Oberstleutnant Delius (Horst Bollmann) sowie Streifenpolizist Rolfs bzw. Dietze (Klaus Löwitsch) in den 1980er Jahren oder zuletzt Psychologin Jung (Maren Eggert) im Kieler und Rechtsmediziner Professor Boerne (Jan Josef Liefers) im Münsteraner Tatort. Das Team Falke und Lorenz, das zunächst dem LKA Hamburg angehörte, wechselte 2014 mit seinem dritten Fall Kaltstart zu einer Mobilen Fahndungseinheit der Bundespolizei.

### Weibliche Ermittler
Zu Beginn der Reihe waren alle Ermittler männlich. Als erster Sender brachte der Südwestfunk 1978 mit Nicole Heesters eine Frau als Mainzer Kommissarin Buchmüller (3 Folgen). Von 1981 bis 1988 ermittelte Karin Anselm als Hanne Wiegand (Baden-Baden, 8 Folgen). Der Tatort nahm damit eine Vorreiterstellung in der westdeutschen Krimilandschaft ein – im ostdeutschen Gegenstück Polizeiruf 110 hatte bereits seit dem Anfang im Jahr 1971 mit Sigrid Göhler in der Rolle des Polizeileutnants Vera Arndt eine Frau ermittelt. 
Mittlerweile gibt es noch sechs rein durch Männer in den Hauptrollen besetzte Tatort-Teams. Seit 1989 leitet Lena Odenthal (gespielt von Ulrike Folkerts) ihre Ermittlungen in Ludwigshafen am Rhein weitgehend allein, ebenso Charlotte Lindholm (Maria Furtwängler) in Hannover bis 2017 und Ellen Berlinger (Heike Makatsch) von 2016 bis 2023. Seit März 2016 ermitteln in Dresden zwei Kommissarinnen gemeinsam mit ihrem männlichen Vorgesetzten, ebenso Lindholm und ihre Kollegin Schmitz von 2019 bis 2024 in Göttingen sowie Moormann und Selb (Jasna Fritzi Bauer und Luise Wolfram) seit 2021 in Bremen.

### Besonderheiten
Sonderfälle bildeten 1997 Kommissarin Sommer (Hannelore Elsner), die aus einer zuvor eigenständigen Krimiserie für zwei Folgen in die Tatort-Reihe integriert wurde, sowie die oben bereits erwähnte Folge Unter Brüdern, die eine Kooperation mit der Krimiserie Polizeiruf 110 darstellt und beide Ermittlerteams kooperieren lässt. 2006 gab es einen Gastauftritt von Tatortkommissar Dellwo in Polizeiruf 110: Die Mutter von Monte Carlo.
Einige Jahre nach dem Ende des Teams Schimanski/Thanner wurde 1997 die Figur des Horst Schimanski in einer gleichnamigen Serie reaktiviert, die nicht mehr innerhalb der Tatort-Reihe lief. Dort wurde die Biografie der Figur Schimanski jedoch fortgeschrieben, auch wenn dieser kein Kommissar mehr war, sondern nur fallweise als „halboffizieller“ Ermittler eingesetzt wurde. In kleinerem Umfang trat dort auch der aus den Schimanski-Tatorten bekannte Polizist Hänschen wieder auf. Bis 2013 entstanden so insgesamt 17 Folgen. Im kleineren Rahmen erlebte auch die Figur Thanner ein kurzfristiges Weiterbestehen, da sie nach Ende des betreffenden Tatort-Teams noch für eine Folge zu den „Kollegen“ der erwähnten Crossover-Folge von Polizeiruf 110 wechselte.
Auch der langjährige Frankfurter Ermittler Edgar Brinkmann löste Anfang der 2000er Jahre nach dem Ende seiner Tatort-Karriere noch zwei Fälle in einem Spin-off.
Der Stuttgarter Kommissar Ernst Bienzle, der auf einer Romanfigur von Felix Huby beruht, trat über seine Tatort-Aktivitäten hinaus auch als Theaterfigur auf. Und auch Günter Lamprecht ließ in den Theaterstücken Herrengold und Vaterliebe seine Figur Markowitz weiterleben. Die beiden Theaterstücke wurden auch als „Tatort-Kammerspiel“ bezeichnet. Lamprecht hatte die Figur des Kommissars Markowitz allerdings auch schon 1990 – also vor seinem ersten Tatort-Einsatz – in dem Fernsehfilm Dort oben im Wald bei diesen Leuten gespielt.
Üblicherweise sind die Ermittlerteams einem festen Kommissariat zugeordnet und agieren so weitgehend in „ihrem Revier“. Eine Ausnahme bildete Kommissar Lutz (Werner Schumacher), dessen permanente Strafversetzungen zum Konzept gehörten. Damit war die Figur des Eugen Lutz dem Publikum besser unter dem Spitznamen „Wanderpokal“ bekannt. In den letzten Jahren seiner Amtszeit agierte er jedoch hauptsächlich in Stuttgart. Auch seine Nachfolger Schreitle und Bienzle ermittelten immer wieder jenseits der Stuttgarter Stadtgrenzen.
Joe Bausch, der im Kölner Tatort als Rechtsmediziner Dr. Joseph Roth auftritt, war im wirklichen Leben bis zu seiner Pensionierung 2018 als Gefängnisarzt in der Justizvollzugsanstalt Werl tätig.

### Gastauftritte von Tatort-Kollegen

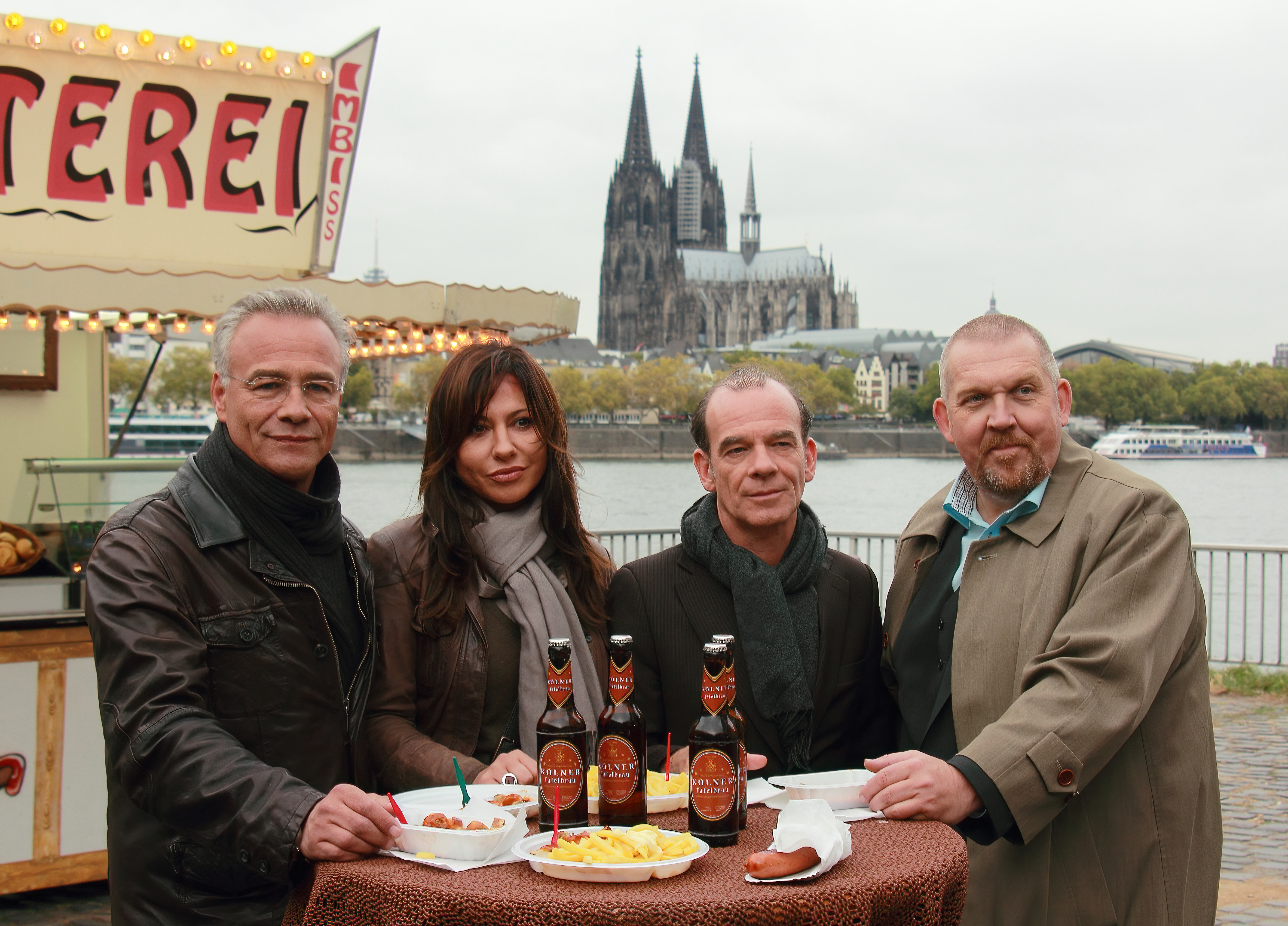
Kölner und Leipziger Tatort-Ermittler bei den Dreharbeiten zur Folge Ihr Kinderlein kommet, 2011

In den frühen Folgen gehörten Gastauftritte der Kommissare zum Konzept. In fast jeder der frühen Folgen spielte in einer Nebenrolle ein Tatort-Kommissar aus einer anderen Stadt mit. So sollten die verschiedenen Kommissare vernetzt werden, außerdem sollte das Fernsehpublikum die in der Regel jeweils nur einmal im Jahr auftretenden Kommissare nicht vergessen. Darüber hinaus ermitteln in Kressin und der tote Mann im Fleet (dritter Tatort) Kressin und Trimmel gemeinsam in Hamburg, in Gefährliche Wanzen (1974) Lutz und Kreutzer in Karlsruhe, unterstützt von Trimmel in Hamburg; diese Folge hat also gleich zwei Gastkommissare aus verschiedenen Sendeanstalten. Eine besondere Form des Gastauftritts hatte Zollfahnder Kressin in der Tatort-Folge Jagdrevier: Hier verfolgt Kommissar Finke abends in der Fernsehstube eines Gasthofs die Folge Kressin und die Frau des Malers auf dem Bildschirm.
Später sind Gastauftritte selten geworden. Einen der letzten bekannteren hatte der Saarbrücker Kommissar Palu (Jochen Senf) in der letzten Tatort-Folge mit Götz George, Der Fall Schimanski von 1991. Zehn Jahre später tauchte Bienzle in Tatort: Du hast keine Chance auf und half seinem Kollegen Palu.
Einen kuriosen Gastauftritt hat es im Jahr 1994 in der 471. Folge der Lindenstraße gegeben. Die Ermittler des BR-Tatortes Batic und Leitmayr traten mit einer UNICEF-Spendendose in der Serie auf. Anlass war die 300. Folge des Tatorts. Zitat der Lindenstraße-Bewohnerin Amelie von der Marwitz an der Wohnungstür: „Aber Sie gehören doch gar nicht in diese Straße. Sie sind doch die Kommissare Leitmayr und Batic.“
2000 unternahm Lena Odenthal einen Ausflug zu einem Fußballspiel nach München und begegnete dort ihren Kollegen Batic und Leitmayr in Kleine Diebe. Die Münchner Kommissare interagierten außerdem mit den Dortmunder Kollegen in der Doppelfolge In der Familie (2020) und dem Wiener Kommissar Eisner in der Folge Schau mich an (2024). 
Die Idee der Amtshilfe wurde in den Jahren 2000 und 2002 mit den Folgen Quartett in Leipzig und Rückspiel wieder aufgenommen. Hier ermitteln die Kölner Ballauf und Schenk gemeinsam mit ihren Leipziger Kollegen Ehrlicher und Kain.
Im Münsteraner Tatort Der Doppelte Lott (2005) haben die Kölner Kommissare Ballauf und Schenk ebenfalls einen kurzen Gastauftritt, als Professor Boerne in der Kölner Gerichtsmedizin, die von seinem Kollegen Dr. Roth geleitet wird, nach Spuren an einer Leiche sucht.
Im Kölner Tatort Kaltes Herz (2010) hat der Bremer Kriminalassistent Karlsen (Winfried Hammelmann) einen Gastauftritt. Auf dem Flur des Kommissariats begegnet er Kommissar Schenk. Auf die Frage „Karlsen, was machst du denn hier?“ antwortet er: „Fortbildung“.
In den beiden Tatorten Kinderland und Ihr Kinderlein kommet (2012) ermitteln erneut Leipzig und Köln zusammen. Diesmal treffen Ballauf und Schenk in einem Mordfall einer vermissten jungen Frau aus Leipzig auf Saalfeld und Keppler.
In Willkommen in Hamburg gab es 2013 ein kurzes Zusammentreffen von Hauptkommissar Tschiller und dem bis dahin noch gar nicht in die Reihe eingeführten Hauptkommissar Thorsten Falke; Falkes erster Fall Feuerteufel wurde zwar zuerst gedreht, jedoch erst nach Willkommen in Hamburg ausgestrahlt.
In der 1000. Folge Taxi nach Leipzig aus dem Jahr 2016 treten neben den aktuellen Hauptfiguren, den Kommissaren Lindholm und Borowski, auch die ehemaligen Tatort-Ermittler Markowitz (1991 bis 1995) und Wiegand (1981 bis 1988) sowie mit Oberleutnant Peter Klaus eine Figur aus dem titelgleichen ersten Tatort auf. In der 1115. Folge Das Team (Erstausstrahlung Neujahr 2020) treffen die Dortmunder Kommissare Faber und Bönisch ihre Münsteraner Kollegin Krusenstern bei einem Workshop.
Siehe auch die Liste der Tatort-Folgen mit den in der Spalte „Ermittler“ aufgeführten Gastkommissaren.

## Veröffentlichung
Seit Beginn der Reihe am 29. November 1970 wurden weit über 1000 Folgen (plus 13 österreichische Eigenproduktionen) ausgestrahlt. In den ersten zwei Jahrzehnten wurden in der Regel nur elf oder zwölf Filme pro Jahr erstellt, danach wurde die jährliche Produktion immer weiter erhöht. 2005 wurden bereits 35 neue Folgen gesendet.
Der Inhalt der Folgen und die Ermittlerfiguren haben sich seit Beginn der Reihe deutlich verändert. Dies ist kein Zufall, denn „seit rund 30 Jahren bildet die Krimiserie bundesrepublikanische Realität ab“ (Frankfurter Rundschau).

### Liste der Tatort-Folgen
Zusätzlich zur Liste aller Tatort-Folgen gibt es für viele Ermittler-Teams eigene Artikel mit je einer Liste der teamspezifischen Folgen.

### Wochentage und Feiertage
Für gewöhnlich werden neue Tatortfolgen an einem Sonntag erstausgestrahlt, aber auch Feiertage sind beliebt. Von der Regel weichen nur fünf der 1195 Gemeinschaftsproduktion-Folgen ab, die weder an einem Sonn- noch an einem Feiertag erstausgestrahlt wurden. Es handelt sich um die Folgen
- 214: Moltke, Erstausstrahlung am Mittwoch, 28. Dezember 1988,
- 226: Herzversagen, Erstausstrahlung am Mittwoch, 27. Dezember 1989,
- 233: Zeitzünder, Erstausstrahlung am Samstag, 4. August 1990,
- 390: Ein Hauch von Hollywood, Erstausstrahlung am Montag, 13. Juli 1998,
- 504: Elvis lebt!, Erstausstrahlung am Donnerstag, 11. Juli 2002.

Für die dreizehn exklusiv für den ORF produzierten Folgen war es üblicher, nicht an einem Sonntag erstausgestrahlt zu werden, so unterteilen sich diese in acht Sonntags- und fünf Nicht-Sonntags-Folgen.
Die folgende Tabelle gibt Übersicht über 121 Folgen, die an einem Feiertag erstausgestrahlt wurden. 17 dieser Feiertage fielen auf einen, 104 auf keinen Sonntag. Gerade in den letzten Jahren sind manche dieser Feiertags-Folgen auch als sogenannte Event-Tatort-Folgen bekannt. Gemeint sind damit aufwendig produzierte Folgen, von denen sich der Sender besonders hohe Einschaltquoten erhofft mit Tatort-Ermittlern, die nur selten in Erscheinung treten.
| Jahr   | NJ   | OS   | OM   | PS  | PM   | DE   | EW  | ZW   |
| ------ | ---- | ---- | ---- | --- | ---- | ---- | --- | ---- |
| 1972   |      |      | 17   |     |      |      |     |      |
| 1973   |      |      |      |     |      |      |     |      |
| 1974   |      |      |      |     |      |      |     |      |
| 1975   |      |      |      |     |      |      |     |      |
| 1976   |      |      |      |     | 64   |      |     |      |
| 1977   |      |      |      |     |      |      |     |      |
| 1978   | 83   |      | 86   |     |      |      |     |      |
| 1979   |      |      |      |     | 100  |      |     |      |
| 1980   |      |      | 111  |     |      |      |     |      |
| 1981   |      |      | 123  |     |      |      |     |      |
| 1982   |      |      | 135  |     | 137  |      |     |      |
| 1983   |      |      | 146  |     | 148  |      |     |      |
| 1984   |      |      | 157  |     |      |      |     |      |
| 1985   |      |      |      | 169 |      |      |     |      |
| 1986   |      |      | 179  |     | 181  |      |     |      |
| 1987   |      |      | 192  |     | 194  |      |     |      |
| 1988   |      |      | 203  |     | 206  |      |     |      |
| 1989   |      |      |      | 218 |      |      |     |      |
| 1990   |      |      | 229  |     | 231  |      |     |      |
| 1991   | 238  |      | 242  |     | 243  |      |     |      |
| 1992   |      |      | 256  |     | 259  |      |     |      |
| 1993   |      |      |      |     |      |      |     |      |
| 1994   |      |      |      |     | 292  |      |     |      |
| 1995   | 301  |      | 308  |     | 311  |      |     |      |
| 1996   | 323  |      | 330  |     | 334  |      |     |      |
| 1997   |      |      | 355  |     | 360  |      |     |      |
| 1998   |      |      | 382  |     |      |      |     |      |
| 1999   |      |      | 409  | 413 |      | 423  |     |      |
| 2000   |      |      | 442  |     |      |      |     |      |
| 2001   |      |      | 467  |     |      |      |     |      |
| 2002   |      |      |      |     | 500  |      |     |      |
| 2003   |      |      | 530  |     | 535  |      |     |      |
| 2004   |      |      | 563  |     |      |      |     |      |
| 2005   |      |      | 593  |     |      |      | 618 |      |
| 2006   | 619  |      | 628  |     | 634  |      |     |      |
| 2007   | 651  |      | 662  |     | 667  |      |     |      |
| 2008   |      |      | 692  |     | 698  |      |     |      |
| 2009   |      |      | 729  |     | 735  |      |     |      |
| 2010   |      | 761  |      |     | 764  | 774  |     | 785  |
| 2011   |      |      | 798  |     | 804  |      |     |      |
| 2012   | 822  | 834  | 835  |     | 839  |      |     | 855  |
| 2013   | 857  |      | 868  |     | 874  |      |     | 891  |
| 2014   | 893  |      | 908  |     | 913  |      |     | 927  |
| 2015   | 929  |      | 942  |     | 948  |      |     | 967  |
| 2016   | 969  |      | 981  |     | 987  |      |     | 1005 |
| 2017   |      |      | 1019 |     | 1023 |      |     | 1040 |
| 2018   | 1041 |      | 1053 |     | 1059 |      |     | 1076 |
| 2019   | 1078 |      | 1091 |     | 1098 |      |     | 1114 |
| 2020   | 1115 |      | 1128 |     | 1134 |      |     | 1150 |
| 2021   | 1151 |      | 1162 |     | 1169 | 1173 |     | 1183 |
| 2022   | 1184 |      | 1198 |     | 1203 |      |     | 1219 |
| 2023   | 1220 | 1231 | 1232 |     | 1239 |      |     | 1254 |
| 2024   | 1255 |      | 1266 |     | 1271 |      |     | 1286 |
| 2025   | 1287 |      | 1301 |     | 1305 |      |     |      |
| Gesamt | 19   | 3    | 42   | 3   | 36   | 3    | 1   | 14   |

### Kinofilme
Bislang drei Tatort-Folgen wurden speziell fürs Kino produziert und erst mit zeitlicher Verzögerung im Rahmen der Tatort-Reihe im Fernsehen ausgestrahlt: Zahn um Zahn mit dem Ermittlerteam Schimanski und Thanner lief 1985 im Kino und am 27. Dezember 1987 erstmals im Fernsehen. 1987 folgte die Kinopremiere von Zabou mit denselben Ermittlern. Mitte 2015 wurde ein Kinofilm mit den Ermittlern Tschiller und Gümer produziert. Der Film mit dem Titel Tschiller: Off Duty lief am 4. Februar 2016 in den deutschen Kinos an.
2013 wurden Erwägungen bekannt, einen Kinofilm mit dem erfolgreichen Ermittlerduo Thiel und Boerne zu produzieren. Die Folge Verbrannt mit den Bundespolizei-Ermittlern Falke und Lorenz war Ende September 2015 als Vorpremiere in zahlreichen Kinos zu sehen, bevor sie zwei Wochen später im Fernsehen ausgestrahlt wurde.

### Zusätzliche Folgen des Österreichischen Rundfunks
Zwischen 1985 und 1989 wurden 13 Tatort-Folgen ausschließlich für den Österreichischen Rundfunk produziert. Diese wurden zunächst nicht in Deutschland ausgestrahlt; erst in den 1990er Jahren erfolgte die Ausstrahlung mancher Episoden in den dritten Programmen sowie auf 3sat. Nach Angaben des ORF sind die Senderechte bereits abgelaufen, weshalb es zu keiner weiteren Fernsehausstrahlung mehr kommen kann. Am 1. November 2015 zeigte der ORF allerdings den Film Strindbergs Früchte, der eine dieser 13 Folgen darstellt.
Nachdem Oberstleutnant Moritz Eisner in die Tatort-Reihe eingeführt worden war, entschied sich der ORF, einen Ableger zu produzieren, der von Mordfällen in Eisners Urlaubsziel Tirol handelt. Da das Spin-off über Umwege zur ARD gelangte, wurde es einige Jahre später in die Tatort-Reihe aufgenommen. Danach ermittelte Oberstleutnant Eisner einige Male auch außerhalb Wiens.

### Wiederholungen
Die meisten der jeweils aktuellen Folgen sind seit Anfang 2010 ab dem Zeitpunkt der Erstausstrahlung sieben Tage lang in der ARD-Mediathek abrufbar, seit November 2015 dreißig Tage lang. Dies war davor nur bei wenigen Folgen möglich. Der Abruf ist (mit Ausnahme der SRF- und ORF-Beiträge) international verfügbar, kann aus Jugendschutzgründen jedoch auf den Zeitraum zwischen 20 und 6 Uhr deutscher Zeit beschränkt sein.
Wiederholungen von Tatort-Folgen im deutschen Fernsehen laufen in den letzten Jahren häufig in den Dritten Programmen. Bereits gesendete Folgen werden auch im Ersten wiederholt, derzeit in der Regel freitags um 22 Uhr. Teilweise, beispielsweise während der Zeit der Sommerferien, laufen auch zum Hauptsendetermin Sonntag abends bereits früher ausgestrahlte Folgen. Es werden überwiegend Folgen neueren Datums wiederholt und nur vereinzelt Folgen, die deutlich über zehn Jahre alt sind. Gelegentlich werden ältere Folgen aber auch zu besonderen Anlässen wiederholt, wie 2010 im WDR die Haferkamp-Folgen, aus Anlass des Status Essens als Europas Kulturhauptstadt 2010.

### Nicht wiederholte Folgen
Es gibt fünf Tatort-Folgen, die seit ihrer Erstausstrahlung nicht wiederholt werden dürfen oder sollen. Bei diesen sogenannten Giftschrank-Folgen handelt es sich senderintern um Folgen mit Sperrvermerk. Dies sind im Einzelnen:
- Der Fall Geisterbahn (HR, 12. März 1972) – Lizenzrechte unklar, da die Produktionsfirma Horst Film Berlin nach der Erstausstrahlung Konkurs angemeldet hat[58]
- Mit nackten Füßen (HR, 9. März 1980) – missverständliche Ausdrucksweise über Epileptiker in der Filmhandlung[58]
- Tod im Jaguar (SFB, 9. Juni 1996) – Verbreitung einer missverständlichen Pressemitteilung über diesen Tatort mit als „antijüdisch“ kritisierten Passagen und die Darstellung von jüdischen Geschäftsleuten[58]
- Krokodilwächter (SFB, 10. November 1996) – Verstoß gegen den Jugendschutz. Brutale, sexistische und menschenverachtende Darstellung im Film[58]
- Wem Ehre gebührt (NDR, 23. Dezember 2007) – Starke Proteste aufgrund inzestuöser Darstellung einer alevitischen Familie[58]

Die Folge Der gelbe Unterrock (SWF, 17. Februar 1980) wurde vom produzierenden Südwestfunk fast 36 Jahre lang bis zum 16. Januar 2016 nicht wiederholt, weil die Verantwortlichen der Auffassung waren, dass der im Umfeld der Mainzer Fastnacht spielende Film erhebliche qualitative Mängel in Drehbuch und Umsetzung habe.
Die Tatort-Folgen Tod im U-Bahnschacht (SFB, 9. November 1975), Drei Schlingen (WDR, 28. August 1977), Blutspur (WDR, 20. August 1989) und Tote brauchen keine Wohnung (BR, 11. November 1973) wurden ebenfalls für mehrere Jahre nicht erneut ausgestrahlt, sind aber nach Intendantenwechseln, Überprüfungen oder Korrekturen im Fernsehen wiederholt worden. Nachdem die Folge Der Eskimo (HR, 5. Januar 2014) nach Protesten mehrerer Zuschauer, die sich auf im Film ohne ihre Erlaubnis gezeigten Fotos wiedererkannten, zunächst nicht wiederholt wurde, war auch diese Folge inzwischen wieder zu sehen.

### Titel der Folgen
Die bisherigen 1217 Folgen (Stand 20. November 2022) tragen 1207 verschiedene Titel. Neun Titel sind doppelt belegt. Ein Titel ist ähnlich. Diese sind:
- Taxi nach Leipzig (1970 und 2016),
- Die Abrechnung (1975 und 1996),
- Kassensturz (1976 und 2009),
- Zwei Leben (1976 und 2017),
- Aus der Traum (1986 und 2006),
- Spielverderber (1987 und 2015),
- Herzversagen (1989 und 2004),
- Brüder (1997 und 2014),
- Zahltag (2002 und 2016).
- Katz und Mäuse (1981), Katz und Maus (2022).

Außerdem trägt eine ORF-eigene Produktion (Folge 181a, 1986) den gleichen Titel (Die Spieler) wie eine SWR-Produktion (Folge 585, 2005)

### Ausland
Unter dem Titel Scene of the Crime wird der Tatort in etwa 50 Ländern vermarktet, unter anderem im Iran (2010). In Russland lief eine Folge mit Til Schweiger unter dem Titel Nick's Law und in den Niederlanden läuft der Tatort regelmäßig mit Untertiteln. Die Folge Tote Taube in der Beethovenstraße des US-Regisseurs Samuel Fuller, die in englischer Sprache gedreht wurde, lief 1973 im US-Kino. Da in den englischsprachigen Ländern Originalfassungen mit Untertiteln bei den meisten Fernsehzuschauern genauso unpopulär sind wie Synchronfassungen, sind deutsche Tatortfolgen dort eher eine Seltenheit. Nur der US-Spartensender MHz WorldView zeigt neben weiteren ausländischen Produktionen auch Tatort-Folgen.
Zahlreiche Folgen liefen bei französischen Fernsehanstalten. Unter dem Titel Sur le lieu du crime strahlte das damals noch öffentlich-rechtliche Programm TF1 ab 1975 Filme der Reihe aus. Der private Sender La Cinq wiederholte ab 1989 Folgen und sendete weitere, die bis dahin in Frankreich noch nicht gezeigt worden waren; ab 1992 folgte der öffentlich-rechtliche Sender Antenne 2 mit demselben Konzept, diesmal unter dem Titel Tatort. Die Folge Reifezeugnis (französischer Titel: L’Amour fou) wurde zuletzt als L′âge du danger im August 2022 im französischsprachigen Programm von Arte gezeigt.

### Heimvideo
Zahlreiche Tatorte wurden seit 2009 auch auf DVD veröffentlicht; dies geschah sowohl in Form von Einzel-DVDs als auch in Städte- und Ermittlerboxen.
- Dreimal schwarzer Kater
- Alles umsonst
- Atemnot
- Baum der Erlösung
- Bienzle und das Narrenspiel
- Bienzle und der süße Tod
- Bienzle und sein schwerster Fall
- Bildersturm
- Brandwunden
- Das ewig Böse
- Das Glockenbachgeheimnis
- Das Mädchen auf der Treppe
- Das zweite Gesicht
- Der doppelte Lott
- Der dunkle Fleck

- Der Mann aus Zimmer 22
- Der Tod fährt Achterbahn
- Die Neue
- Drei Affen
- Ein ehrenwertes Haus
- Ein mörderisches Märchen
- Eine ehrliche Haut
- Engelchen flieg
- Fakten, Fakten
- Familiensache
- Frau Bu lacht
- Grenzgänger
- Habgier
- Haie vor Helgoland
- Hexentanz

- Im Fadenkreuz
- Jetzt und Alles
- Kopfgeld
- Kressin stoppt den Nordexpress
- Krumme Hunde
- Kuscheltiere
- Manila
- Moltke
- Mörderspiele
- Norbert
- Pauline
- Quartett in Leipzig
- Rechnen Sie mit dem Schlimmsten
- Reifezeugnis
- Salü Palu

- Satisfaktion
- Schatten
- Schüsse auf der Autobahn
- Schwarzer Peter
- Schwarzes Wochenende
- Seenot
- Seven Eleven
- So ein Tag …
- Spätlese
- Stirb und werde
- Taxi nach Leipzig
- Tod auf Neuwerk
- Tod im All
- Tote brauchen keine Wohnung
- Tote reisen nicht umsonst

- Tote Taube in der Beethovenstraße
- Trübe Wasser
- Undercover Camping
- Unter Brüdern
- Unversöhnlich
- Viktualienmarkt
- Voll auf Haß
- Weißblaue Turnschuhe
- Willkommen in Hamburg
- Wo ist Max Gravert?
- Wodka Bitter-Lemon
- Wunschlos tot[66]

- Blutsbruder
- Die Schwadron
- Muttertag[67]

- Ballauf/Schenk-Box
- Ballauf/Schenk-Box, Vol. 2
- Batic/Leitmayr-Box
- Batic/Leitmayr-Box, Vol. 2
- Berlin-Box
- Bienzle-Box
- Die 1970er Jahre
- Die 1970er Jahre, Vol. 2
- Die 1980er Jahre
- Die 1980er Jahre, Vol. 2

- Die 1990er Jahre
- Die 1990er Jahre, Vol. 2
- Die 2000er Jahre
- Die 2000er Jahre, Vol. 2
- Drei Länder, Drei Fälle
- Ehrlicher/Kain-Box
- Fan-Box
- Frankfurt-Box
- Haferkamp-Box
- Klassiker-Box

- Klassiker-Box, Vol. 2
- Kressin-Box
- Leipzig-Box
- Lindholm-Box
- Lürsen-Box
- Marek-Box
- München-Box
- Odenthal-Box
- Odenthal-Box, Vol. 2
- Schimanski Komplettbox, Teil 1

- Schimanski Komplettbox, Teil 2
- Schimanski-Box, Vol. 1
- Schimanski-Box, Vol. 2
- Schimanski-Box, Vol. 3
- Star-Auftritt-Box
- Starke Frauen-Starke Fälle-Box
- Stoever/Brockmöller-Box
- Stroever/Brockmöller-Box, Vol. 2
- Thiel/Boerne-Box, Vol. 1
- Thiel/Boerne-Box, Vol. 2

- Thiel/Boerne-Box, Vol. 3
- Wolfgang Petersen Film Collection
- Schimanski Duisburg Ruhrort – Lastrumer Mischung
- Schimanski Tatort
- Krimi Collection 3[66]

- Kopfgeld
- Willkommen in Hamburg[68]

- Leiche im Keller
- Reifezeugnis
- Banküberfall (Kennwort Gute Reise)[69]

## Rezeption
Dieter Anschlag schrieb 2014 in der Funkkorrespondenz dem Tatort diejenige Rolle als Zuschauermagnet zu, die bislang die Samstagabendshow Wetten, dass..? innehatte. Der Medienwissenschaftler Dietrich Leder erklärte das gestiegene Zuschauerinteresse an der Filmreihe mit einer verbesserten Vermarktung durch die Etablierung von immer mehr Ermittlern und immer prominenteren Schauspielern.

### Interaktion mit Zuschauern
Mehrfach wurden Themen der Tatort-Folgen in der bis 2015 im Anschluss an die Tatort-Folgen ausgestrahlten Talkshow Günther Jauch aufgegriffen, darunter bei den Folgen Das goldene Band (2012) und Ohnmacht (2014).
Seit 2014 wurde wiederholt während und nach der Ausstrahlung von Tatort-Folgen ein Experten-Chat der jeweiligen Produktionssender angeboten, in denen Zuschauer mit Redaktionsmitgliedern der Sender, aber auch zu Experten mit Bezug zum jeweiligen Thema der Folge in Kontakt treten konnten. Solche interaktive Angebote wurden u. a. für die Folgen Kaltstart (2014), Schwanensee (2015), Einmal wirklich sterben (2015) und Mia san jetz da wo’s weh tut (2016) eingerichtet.
Mit zunehmender Verbreitung der Sehgewohnheit des Second Screens nahm auch die durchschnittliche Anzahl der von Zuschauern während der Erstausstrahlung von Tatort-Folgen veröffentlichten Twitter-Beiträgen zu und stieg von 6000 Tweets im Jahr 2013 auf über 9000 Tweets im ersten Quartal 2016, wie der Bayerische Rundfunk ermittelte. Durchschnittlich werden 8461 Tweets pro Tatort geschrieben, wie eine Auswertung von rund 930.000 Tweets von 73.730 verschiedenen Twitter-Nutzern zu 114 Tatort-Folgen ergab. Dabei wurden mit 20.557 Nachrichten zur Folge Im Schmerz geboren die meisten Tweets gezählt, gefolgt von Der Himmel ist ein Platz auf Erden mit 18.062 Tweets, Der große Schmerz mit 17.143, Fegefeuer mit 16.167 und Niedere Instinkte mit 15.529 Tweets.
Rund um den Tatort startete der Hessische Rundfunk die interaktive Web-TV- und Radio-Show „Tatort – die Show“ mit Moderator Daniel Boschmann, die unmittelbar nach dem Spielfilm über den Hörfunksender You FM ausgestrahlt wird und auf Zuschauer-Interaktion ausgerichtet ist.

### Einschaltquoten
Die Reihe Tatort gehört zu den zuschauerstärksten Fernsehserien und -reihen in Deutschland überhaupt. 2009 stellte der Tatort 32 der 50 meistgesehenen Serienepisoden im deutschen Fernsehen, 2010 waren 13 der 15 meistgesehenen Filme im deutschen Fernsehen Tatorte.
Zu Beginn der Tatort-Ausstrahlungen in den 1970er Jahren konnten im damals noch konkurrenzlosen öffentlich-rechtlichen Rundfunk Einschaltquoten bis zur Größenordnung von mehr als 25 Millionen Zuschauern und über 70 % Marktanteil erreicht werden. Der erfolgreichste Tatort aller Zeiten ist dabei die Episode Rot – rot – tot des SDR mit Kommissar Lutz als Ermittler, die am 1. Januar 1978 ausgestrahlt und von 26,57 Millionen Zuschauern gesehen wurde. Spätestens in den 1980er Jahren änderte sich diese Situation durch die Konkurrenz des Privatfernsehens nach Einführung des dualen Rundfunksystems und die Quoten sanken auf ein deutlich niedrigeres Niveau. Sie gehören aber immer noch zu den herausragenden Werten. Im Jahresdurchschnitt 1996 wurden in Deutschland nur 7,05 Millionen Zuschauer für den Tatort gemessen. Diese Schwächephase konnte der Tatort seit Mitte der 2000er Jahre überwinden: So sahen im Jahr 2007 durchschnittlich 7,3 Millionen Zuschauer die Folgen der Fernsehreihe, 2008 waren es 7,09 Millionen, 2009 bereits wieder 7,76 Millionen, 2010 7,99 Millionen und 2011 rund 8,5 Millionen Zuschauer pro Tatort. Im Jahr 2013 verfolgten dann sogar durchschnittlich 9,32 Millionen Zuschauer eine neue Tatort-Folge.
Die WDR-Ermittler Thiel und Boerne erreichten seit 2010 als derzeit durchschnittlich quotenstärkstes Team mit allen Erstsendungen jeweils über 10 Millionen Zuschauer in Deutschland (Stand: April 2013). Ihre Folge Summ, Summ, Summ hatte 2013 mit 12,99 Millionen Zuschauern die bis dahin größte Zuschauerreichweite eines Tatorts seit 1992. Kurz zuvor hatte Willkommen in Hamburg, der Einstiegsfall des Kinostars Til Schweiger als Tatort-Kommissar, mit 12,74 Millionen Zuschauern die größte Reichweite seit 1993 erreicht. Die Tatortfolge Fangschuss des Münsteraner Ermittlerteams vom 2. April 2017 erreichte mit 14,56 Millionen Zuschauern (39,6 % Marktanteil) einen neuen Rekord. Seit 1992 (Stoevers Fall, 15,86 Millionen, 52,8 % Marktanteil) wurde keine Folge bei der Erstausstrahlung von mehr Menschen gesehen.
Der SFB-Tatort Ein Hauch von Hollywood (SFB, 13. Juli 1998) wurde von der ARD-Programmkommission 1998 als nicht geeignet für die Hauptsendezeit 20:15 Uhr am Sonntag befunden. Er wurde an einem Montag auf einem Wiederholungssendeplatz um 23 Uhr als Erstausstrahlung gesendet. Der Grund hierfür waren die kritisierten Qualitätsmängel von Bild und Geschichte. Der Film wurde, wie alle Filme mit den Ermittlern Roiter und Zorowski, mit Betacam gedreht, weil der SFB so Produktionskosten in Höhe von 50.000 DM sparen konnte. Durch den späten Sendeplatz erreichte die Erstausstrahlung nur 1,11 Millionen Zuschauer und einen Marktanteil von 15,08 %, was die geringste Zuschauerzahl aller Tatort-Folgen bei einer Erstausstrahlung ist.
| Berlin               | Ritter, Stark (bis 2015)                                                    | 8,46                   | 8,56                                           | 9,61                   | –                               |
| Berlin               | Rubin, Karow (seit 2015)                                                    | –                      | –                                              | –                      | 9,33                            |
| Bremen               | Lürsen, Stedefreund                                                         | 8,78                   | 8,85                                           | 9,30                   | 8,87                            |
| Dortmund             | Faber, Bönisch, Dalay, Kossik (seit 2012)                                   | 8,90                   | 8,90                                           | 8,79                   | 9,21                            |
| Dresden              | Gorniak, Schnabel, Sieland (bis 2018), Gorniak, Schnabel, Winkler (ab 2019) | –                      | –                                              | –                      | 8,65                            |
| Erfurt               | Funck, Schaffert, Grewel                                                    | –                      | –                                              | 9,44                   | –                               |
| Frankfurt am Main    | Steier, Mey (bis 2015)                                                      | 8,83                   | 8,73                                           | 9,22                   | 9,37                            |
| Frankfurt am Main    | Janneke, Brix (seit 2015)                                                   | –                      | –                                              | –                      | 9,04                            |
| Freiburg im Breisgau | Tobler, Berg                                                                | –                      | –                                              | –                      | 9,13                            |
| Hamburg              | Batu (bis 2012)                                                             | 7,0                    | 7,0                                            | –                      | –                               |
| Hamburg              | Tschiller, Gümer (seit 2013)                                                | 12,57 (Nur eine Folge) | 12,57 (Nur eine Folge)                         | 11,47                  | 7,97                            |
| Hamburg              | Falke, Lorenz (2013–2015), Falke, Grosz (ab 2016)                           | 10,07 (Nur eine Folge) | –                                              | 9,87                   | 8,09                            |
| Hannover             | Lindholm                                                                    | 10,43                  | 10,20                                          | 10,19 (Nur eine Folge) | 11,00 (eine Folge mit Borowski) |
| Kiel                 | Borowski                                                                    | 8,48                   | 7,68                                           | 9,72                   | 9,47 (eine Folge mit Lindholm)  |
| Köln                 | Ballauf, Schenk                                                             | 9,43                   | 8,79                                           | 9,90                   | 9,57                            |
| Konstanz             | Blum, Perlmann (bis 2016)                                                   | 9,21                   | 9,28                                           | 9,46                   | 9,90                            |
| Leipzig              | Saalfeld, Keppler (bis 2015)                                                | 8,76                   | 8,71                                           | 8,81                   | 9,78                            |
| Ludwigshafen         | Odenthal, Kopper                                                            | 9,02                   | 8,66                                           | 9,60                   | 9,39                            |
| Luzern               | Flückiger, Ritschard                                                        | 7,54                   | 7,24                                           | 7,37                   | 7,65                            |
| München              | Batic, Leitmayr                                                             | 9,02                   | 8,73                                           | 9,31                   | 9,72                            |
| Münster              | Thiel, Boerne                                                               | 12,36                  | 11,58 (Ohne die Rekordfolge vom 24. März 2013) | 12,79                  | 13,16                           |
| Nürnberg             | Voss, Ringelhahn                                                            | –                      | –                                              | –                      | 10,26                           |
| Saarbrücken          | Kappl, Deininger (bis 2012)                                                 | 9,28 (Nur eine Folge)  | 9,28 (Nur eine Folge)                          | –                      | –                               |
| Saarbrücken          | Stellbrink, Marx (seit 2013)                                                | 8,76                   | 9,13 (Nur eine Folge)                          | 8,39                   | 9,69 (Nur eine Folge)           |
| Stuttgart            | Lannert, Bootz                                                              | 9,63                   | 8,96                                           | 9,13                   | 8,81                            |
| Weimar               | Lessing, Dorn                                                               | –                      | –                                              | 8,45                   | 8,70                            |
| Wien                 | Eisner, Fellner                                                             | 8,34                   | 7,69                                           | 8,74                   | 8,67                            |
| Wiesbaden            | Murot                                                                       | 6,86 (Nur eine Folge)  | 6,86 (Nur eine Folge)                          | 9,38                   | 7,06 (Nur eine Folge)           |
| Zürich               | Grandjean, Ott                                                              | –                      | –                                              | –                      | 7,45 (Nur eine Folge)           |

### Auszeichnungen
Tatort: Moltke war 1989 die erste Folge der Reihe, die mit einem Adolf-Grimme-Preis ausgezeichnet wurde. Weitere Filme sowie Stabmitglieder und Tatort-Darsteller erhielten Fernsehpreise, siehe Abschnitt Medial bedeutende Folgen sowie die Liste der Tatort-Folgen.
Tatort-Erfinder Gunther Witte erhielt bei der Bambi-Gala 2013 den Ehrenpreis der Jury. 2014 wurde dem Programmformat Tatort. beim 50. Grimme-Preis die Besondere Ehrung des Deutschen Volkshochschul-Verbandes zugesprochen.
2014 erhielt die Fernsehreihe Tatort eine Jubiläums-Romy in Platin, die von Moderatorin Barbara Schöneberger an das österreichische Team (Harald Krassnitzer und Adele Neuhauser), stellvertretend für alle Teams, überreicht wurde.

### Gesellschaftspolitische Bedeutung
Den Folgen kann auch eine gesellschaftspolitische Bedeutung zugeschrieben werden: Erstmals wurde im deutschen Krimi der Konflikt zwischen den verschiedenen gesellschaftlichen Schichten thematisiert. In diesem Kontext kann auch die Figur des 1981 eingeführten Kommissars Schimanski gesehen werden. Mit ihm trat erstmals ein Ermittler auf, der eindeutig und wahrnehmbar dem Arbeitermilieu entstammt.
Beim Tatort wurden so immer wieder gesellschaftlich brisante Themen in einer populären Form aufbereitet. Die Thematik der deutschen Teilung wurde wiederholt aufgegriffen, so beispielsweise in der ersten Folge, Taxi nach Leipzig, sowie in Transit ins Jenseits (1976) und in der Schimanski-Folge Unter Brüdern (1990). In letzter Zeit wird beim Tatort öfter das Konzept des Eindringens in ein relativ selbständiges Milieu verfolgt. Als Milieus kommen beispielsweise in Frage: Wirtschafts-, Politik- und Finanzmilieus, Unterschichten-, Migrations- und Außenseiter-Milieus, Jugend- und Vereinsmilieus (beispielsweise Feuerwehr, Gartenkolonie, Sportvereine) oder Gruppierungen des eng umgrenzten organisierten Verbrechens. Durch die Konzentration auf das engere Umfeld gelingen oft nahe Einblicke auch für Zuschauer, die in der Realität kaum Kontakt zu diesen vielgestaltigen Milieus haben. Es gehört sogar zum Konzept der Sendereihe, dass sich die Ermittler oft erst selbst einen Überblick über die am Tatort vorgefundenen neuen Verhältnisse verschaffen müssen. Das „gewöhnliche“ Verbrechen, das quasi jedermann widerfahren kann und dessen kriminalistische Aufklärung kaum Probleme aufwirft, ist dramaturgisch völlig ins Abseits geraten. Es hat eine eigene Krimigattung hervorgebracht: den Faction-Psychokrimi, der die psychische Konstitution des Täters in den Mittelpunkt stellt. Daneben werden aber auch aktuelle Themen aus nationaler wie internationaler Politik dargestellt. So handeln auch verschiedene Tatort-Folgen von kriegerischen Auseinandersetzungen, in jüngerer Zeit liefen hierzu die Folgen Heimatfront und Fette Hunde mit aus Afghanistan zurückgekehrten Bundeswehrsoldaten.
Eine besondere Stellung in diesem Zusammenhang hat das Thema „Migration“, das besonders häufig in der Reihe aufgegriffen wurde. Schon die erste deutliche Thematisierung der Migrationsproblematik in Tod im U-Bahnschacht (1975) mit Erdal Merdan in der Hauptrolle führte zu Zuschauerprotesten und unter anderem einer Beschwerde von Franz Josef Strauß beim SFB. Die Folge Wem Ehre gebührt zog später sogar eine öffentliche Demonstration der dargestellten Bevölkerungsgruppe nach sich.
Insbesondere auch die gesellschaftspolitischen Aspekte haben den Tatort zum Gegenstand wissenschaftlicher Betätigung gemacht, vorwiegend in den Bereichen Soziologie, Philosophie und Literaturwissenschaften.
Die dargestellten Ermittlungsmethoden sind im Gegensatz zu den Sujets der Folgen oft fern der Wirklichkeit, die Verhörmethoden häufig illegal, ohne dass diese „rechtsstaatlichen Brüche“ thematisiert oder problematisiert werden. Der Strafrechtler Henning Ernst Müller sprach anlässlich einer Folge sogar von „Propaganda gegen den Rechtsstaat“.
Nach Ansicht des Regensburger Kulturwissenschaftlers Hendrik Buhl steht der Tatort für ein linksliberales Weltbild.

### Medial bedeutende Folgen
- 1970 – Taxi nach Leipzig war der erste Tatort. Er wurde am Sonntag, dem 29. November 1970 ausgestrahlt. Buch: Friedhelm Werremeier und Peter Schulze-Rohr, Regie: Peter Schulze-Rohr – mit Walter Richter als Kommissar Paul Trimmel, Renate Schroeter und Hans Peter Hallwachs sowie in einer Nebenrolle als Grenzpolizist Günter Lamprecht. Politisch bemerkenswert war der Krimi, da er in der Zeit von Willy Brandts Ostpolitik größtenteils in der DDR spielte.
- 1973 – Tote Taube in der Beethovenstraße (7. Januar 1973) – Buch und Regie: Samuel Fuller, Musik: Can – mit Sieghardt Rupp als Zollfahnder Kressin. Sorgte damals für Aufsehen durch die sehr eigenwillige Regie und die progressive Musik. Lief in den USA im Kino.
- 1973 – Tote brauchen keine Wohnung (11. November 1973) – Buch: Michael Molsner, Regie: Wolfgang Staudte – mit Gustl Bayrhammer als Kommissar Veigl und Walter Sedlmayr; Thema: Sanierungsmaßnahmen in Münchner Wohngebieten. Aufgrund der vom Bayerischen Rundfunk empfundenen äußerst brutalen und menschenverachtenden Darstellung des von Sedlmayr gespielten Miethais war die Folge rund 20 Jahre lang im Giftschrank und wurde nicht wiederholt.[101]
- 1974 – Nachtfrost (20. Januar 1974) – Buch: Herbert Lichtenfeld, Regie: Wolfgang Petersen – mit Klaus Schwarzkopf als Kommissar Finke. Erzielte mit 76 Prozent die höchste bekannte Haushaltsreichweite.
- 1977 – Reifezeugnis (27. März 1977) – Buch: Herbert Lichtenfeld, Regie: Wolfgang Petersen – mit Nastassja Kinski, Klaus Schwarzkopf, Judy Winter und Christian Quadflieg. Sorgte wegen Nacktszenen und der Handlung (sexuelle Beziehung eines Lehrers mit einer Schülerin) für einen Skandal.[102] Es war der erste Auftritt von Klaus Kinskis Tochter Nastassja und ihr Durchbruch im Film.
- 1978 – Rot – rot – tot (1. Januar 1978) – Buch: Karl Heinz Willschrei, Regie: Theo Mezger – mit Curd Jürgens in der Hauptrolle und Werner Schumacher als Kommissar Lutz. Ist mit 26,57 Millionen Zuschauern der nach Zuschauerzahl erfolgreichste Tatort.[77]
- 1978 – Zürcher Früchte (12. Februar 1978) – Buch: Wolfgang Fechtner, Regie: Heinz Schirk – mit Heinz Treuke als Kommissar Bergmann. Erreichte mit 24,91 Millionen Zuschauern bei der Erstausstrahlung die dritthöchste Zuschauerzahl aller bisher ausgestrahlten Tatortfolgen.[103]
- 1981 – Duisburg-Ruhrort (28. Juni 1981) – Buch: Thomas Wittenburg und Horst Vocks, Regie: Hajo Gies – mit Götz George und Eberhard Feik. Insbesondere die erste Szene (Kommissar Schimanski wird in seiner unaufgeräumten Wohnung gezeigt, wo er mangels sauberen Kochgeschirrs zwei rohe Eier trinkt) sorgte für Debatten über das Polizistenbild im Fernsehen.[104]
- 1984 – Haie vor Helgoland (23. April 1984) – Buch: Peter Hemmer, Regie: Hartmut Griesmayr – mit Manfred Krug, Edgar Bessen, Ferdinand Dux, Bernd Tauber, Ilse Biberti, Dietrich Mattausch. Debüt von Manfred Krug als Kommissar Stoever. Der Film diente später als Vorlage für eine reale Umsetzung des Raubes.[105]
- 1988 – Moltke (28. Dezember 1988) – Buch: Jan Hinter, Thomas Wesskamp und Axel Götz, Regie: Hajo Gies – mit Götz George und Eberhard Feik. Adolf-Grimme-Preis mit Gold für Hajo Gies, Götz George und Eberhard Feik.
- 1990 – Unter Brüdern (Folge 235; 28. Oktober 1990) – Buch: Helmut Krätzig und Veith von Fürstenberg, Regie: Helmut Krätzig – mit Götz George, Eberhard Feik, Peter Borgelt und Andreas Schmidt-Schaller. Koproduktion mit dem ostdeutschen Polizeiruf 110.
- 1991 – Tod im Häcksler (Folge 249; 13. Oktober 1991) – Buch: Stefan Dähnert, Regie: Nico Hofmann – mit Ulrike Folkerts und Ben Becker. Die Darstellung der Pfalz führte nach der Erstausstrahlung zu Protesten aus der Region und war Gegenstand einer Debatte im Landtag Rheinland-Pfalz.[106][107]
- 1992 – Kinderspiel (16. August 1992) – Buch: Peter Zingler, Regie: Oliver Hirschbiegel – mit Michael Janisch, Michael Bukowsky, Sylvia Haider, Gerhard Dorfer, Steve Barton, Jed Curtis. Zingler und Hirschbiegel erhielten dafür im Jahr 1993 den Adolf-Grimme-Preis mit Bronze.[108]
- 1995 – Frau Bu lacht (26. November 1995 – Buch: Günter Schütter) wurde zum 25-jährigen Jubiläum des Tatorts von Regisseur Dominik Graf gedreht. Die Kommissare Batic und Leitmayr ermitteln im Milieu des Heiratshandels mit thailändischen Frauen und von Kindesmissbrauch. Die Folge war für mehrere Preise nominiert.[109]
- 1998 – Manila (19. April 1998) – Buch und Regie: Niki Stein – mit Klaus J. Behrendt, Dietmar Bär, Anna Loos, Joe Bausch und Mathieu Carrière. Bedrückendes Kammerspiel um Kindesmissbrauch und Sextourismus mit offenem Ende. Im Anschluss der Erstausstrahlung fand im Rahmen der Talksendung Sabine Christiansen eine Diskussion mit Experten sowie den Hauptdarstellern der Folge statt. Aufgrund der bedrückenden Fakten der tatsächlichen Kinderprostitution, die das Drehteam in Manila erlebte, gründeten Behrendt, Bär und Bausch mit weiteren Mitgliedern des Stabes daraufhin den Verein zur Hilfe der Straßenkinder „Tatort – Straßen der Welt e. V.“[110][111]
- 2000 – Quartett in Leipzig (Folge 458; 26. November 2000) – Buch: Hans-Werner Honert, Fred Breinersdorfer und Wolfgang Panzer, Regie: Kaspar Heidelbach – mit Peter Sodann, Bernd Michael Lade, Klaus J. Behrendt, Dietmar Bär und Vadim Glowna. Co-Produktion von WDR und MDR.[112] Eine zweite Co-Produktion der beiden Sender war 2002 die Folge Rückspiel.
- 2001 – Im freien Fall (Folge 484; 4. November 2001) – Buch: Alexander Adolph, Regie: Jobst Oetzmann – mit Miroslav Nemec und Udo Wachtveitl. Erhielt 2002 den Adolf-Grimme-Preis.[113]
- 2001 – Bestien (Folge 487; 25. November 2001) – Buch: Norbert Ehry, Regie: Kaspar Heidelbach – mit Klaus J. Behrendt und Dietmar Bär. Im September 2012 wurde bekannt, dass in dieser Folge ein reales Fahndungsfoto des NSU-Terroristen Uwe Mundlos auf einer fiktiven BKA-Akte zu sehen war. Der vom WDR produzierte Film löste kontroverse Diskussionen über die Darstellung von Lynchjustiz unter Mithilfe der Kommissare Ballauf und Schenk aus.[114]
- 2004 – Abschaum (Folge 562; 4. April 2004) – Buch und Regie: Thorsten Näter – mit Sabine Postel und Oliver Mommsen. In diesem Film gibt es 14 Todesopfer. Die Gewaltdarstellung wie auch die Zahl der Opfer sorgte für zahlreiche Diskussionen in Medien und Politik.[115][116]
- 2004 – Herzversagen (Folge 575; 17. Oktober 2004) – Buch: Stephan Falk und Thomas Freundner, Regie: Thomas Freundner – mit Andrea Sawatzki, Jörg Schüttauf, Jan Henrik Stahlberg, Elisabeth Wiedemann und Friedrich Schoenfelder. Erhielt 2005 den Adolf-Grimme-Preis.
- 2006 – Außer Gefecht (Folge 630; 7. Mai 2006) – Buch: Christian Jeltsch, Regie: Friedemann Fromm – mit Miroslav Nemec und Udo Wachtveitl. Erste Folge in Echtzeit: Die Handlung spielt an einem Wochenende zwischen 20:15 Uhr und 21:45 Uhr.[117]
- 2007 – Wem Ehre gebührt (Folge 684; 23. Dezember 2007) – Buch und Regie: Angelina Maccarone – mit Maria Furtwängler. In der Folge geht es um sexuellen Missbrauch in einer türkisch-alevitischen Familie. Nach der Ausstrahlung kam es zu Protestaktionen der Aleviten in Deutschland.
- 2008 – Auf der Sonnenseite (Folge 709; 26. Oktober 2008) – Buch: Thorsten Wettcke und Christoph Silber, Regie: Richard Huber – stark beachteter erster Auftritt von Mehmet Kurtuluş als Tatort-Kommissar,[118] einschneidende konzeptionelle Änderungen gegenüber bisherigen Produktionen der Reihe.[119]
- 2009 – Baum der Erlösung (Folge 717; 4. Januar 2009) – Buch: Felix Mitterer, Regie: Harald Sicheritz – fußt auf authentischem Geschehen, ein Aufruf zur Versöhnung zwischen Tirolern und türkischstämmigen Migranten im Minarettstreit von Telfs. Die Folge hatte hohe Einschaltquoten.
- 2009 – Kassensturz (Folge 720; 1. Februar 2009) – Die sich verschlechternden Arbeitsbedingungen in Discountern und deren mediale Schelte waren Anlass für diese Folge. Dafür gab es ein Jahr später den ver.di-Fernsehpreis.[120]
- 2010 – Der deutsche Fernsehfilm Bis nichts mehr bleibt, der sich mit Scientology befasst und in dem die Tatort-Schauspieler Robert Atzorn, Sabine Postel, Nina Kunzendorf und Felix Klare mitspielen, wurde getarnt als Tatort („Der Tote im Sund“) gedreht.[121]
- 2010 – Weil sie böse sind (Folge 751, 3. Januar 2010) – Buch: Michael Proehl, Regie: Florian Schwarz – Ein Sohn aus reichem Haus instrumentalisiert einen notleidenden alleinerziehenden Vater, um sich seiner unliebsamen Familie zu entledigen; Eifersüchteleien zwischen den Kommissaren Dellwo und Sänger um eine anstehende Beförderung verhindern eine effektive Polizeiarbeit. Deutscher Fernsehpreis 2010 als bester Fernsehfilm, nominiert für den Adolf-Grimme-Preis, Hessischer Fernsehpreis an Milan Peschel und Matthias Schweighöfer, Darsteller-Sonderpreis an Milan Peschel beim Deutschen Fernsehkrimipreis, beide 2010.

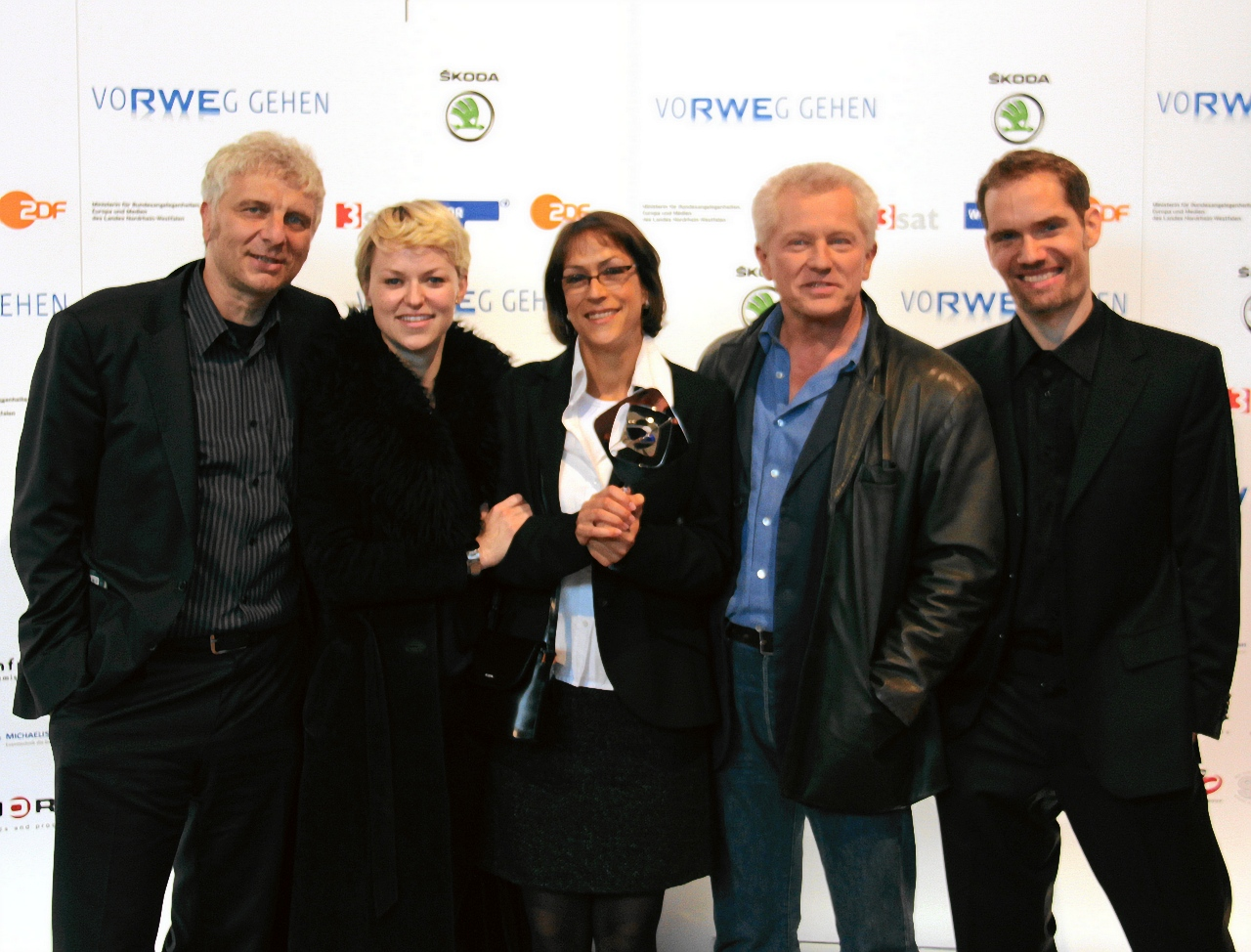
Das Team von Nie wieder frei sein beim Grimmepreis 2011

- 2010 – Nie wieder frei sein (Folge 784, 19. Dezember 2010) – Buch: Dinah Marte Golch, Regie: Christian Zübert – Die Folge mit Miroslav Nemec und Udo Wachtveitl beginnt mit dem Freispruch eines mutmaßlichen Sexualmörders und dreht sich um die Themen Recht und Gerechtigkeit. Ausgezeichnet mit dem Grimme-Preis und dem Deutschen Fernsehkrimipreis 2011.
- 2011 – Das Dorf (Folge 819, 4. Dezember 2011) – Buch: Daniel Nocke, Regie: Justus von Dohnányi – LKA-Ermittler Murot (Ulrich Tukur) kommt in einem kleinen Taunusdorf eher zufällig einem Organhandel auf die Spur. Zu kaum einer anderen Folge gab es ein so gegensätzliches Echo in der Kritik.[122][123][124]
- 2012 – Borowski und der freie Fall (Folge 846, 14. Oktober 2012) – Buch: Fred Breinersdorfer und Eoin Moore, Regie: Eoin Moore – In dieser Folge ermitteln Klaus Borowski (Axel Milberg) und Sarah Brandt (Sibel Kekilli) fiktiv am Tod Uwe Barschels weiter, um den Tod eines Autors aufzuklären, der neue Fakten zur Barschel-Affäre herausgefunden haben soll. Fakten aus dem Fall Barschel werden dabei aufgegriffen.
- 2013 – Willkommen in Hamburg (Folge 865, 10. März 2013) – Buch: Christoph Darnstädt, Regie: Christian Alvart – Erster Einsatz für Til Schweiger als Tatort-Kommissar in Hamburg. Bereits im Vorfeld hohe mediale Präsenz und Diskussionen um Til Schweigers neue Rolle. Die Folge begann verhältnismäßig actionreich und hatte mit 12,57 Millionen Zuschauern so viele wie keine andere seit 1993.
- 2014 – Im Schmerz geboren (Folge 920, 12. Oktober 2014) – Buch: Michael Proehl, Regie: Florian Schwarz; mit Ulrich Tukur und Ulrich Matthes – Bereits vor der Ausstrahlung mehrfach ausgezeichnet. Gespickt mit Anspielungen auf Shakespeare, Tarantino, antike Tragödien; komplett mit klassischer Musik unterlegt. Mit 47 Toten bisher die Folge mit den meisten Leichen.[125] Erhielt 2015 den Adolf-Grimme-Preis.
- 2015 – Wer bin ich? (Folge 968, 27. Dezember 2015) – Buch und Regie: Bastian Günther: Film-im-Film-Handlung über einen Todesfall bei einem Tatort-Dreh; Murot-Darsteller Ulrich Tukur gerät unter Verdacht, am Ende verschwimmt die Grenze zwischen Fiktion und Realität. Erstmals in einem Tatort begegnen sich unterschiedliche Kommissarkollegen in ihrer Rolle als Schauspieler und Person.
- 2016 – Taxi nach Leipzig (Folge 1000, 13. November 2016) – Buch und Regie: Alexander Adolph: Mit dem ersten Tatort titelgleiche Jubiläumsfolge; Crossover-Episode der Kommissare Lindholm (Maria Furtwängler) und Borowski (Axel Milberg). Außerdem wirken die ehemaligen Tatort-Ermittler Günter Lamprecht als Berliner Kommissar Frank Markowitz und Karin Anselm als Kommissarin a. D. Hanne Wiegand mit, und es tritt mit Oberleutnant Peter Klaus (Hans Peter Hallwachs), damals noch Volkspolizist der DDR, eine Figur aus Folge 1 auf.[126]
- 2017/2018 – Babbeldasch (Folge 1012, 27. Februar 2017) und Waldlust (Folge 1050, 4. März 2018): Unter der Regie von Axel Ranisch wurden die beiden Folgen ohne geschriebene Dialoge auf Grundlage von improvisierten Texten inszeniert. Vor allem Babbeldasch wurde stark kritisiert; in den Medien wurde nach dessen Ausstrahlung eine Diskussion über experimentelle Tatort-Folgen, die vom klassischen Krimischema abweichen, geführt.[127]
- 2018 – Die Musik stirbt zuletzt (Folge 1063, 5. August 2018) – Buch und Regie: Dani Levy: One-Shot-Einstellung, das heißt, der Film wurde in einer einzigen ungeschnittenen Einstellung aufgenommen. Der Protagonist Franky Loving spricht das Publikum in einigen Szenen direkt an.[128]
- 2019 – Murot und das Murmeltier (Folge 1084, 17. Februar 2019) – Buch und Regie: Dietrich Brüggemann: Kommissar Murot ist in einer Zeitschleife gefangen und erlebt eine Geiselnahme in einer Bank mehrmals hintereinander.[129]
- 2020 – Das Team (Folge 1115, 1. Januar 2020) – Regie: Jan Georg Schütte: Die Kommissare Faber und Boenisch aus Dortmund und Krusenstern aus Münster treffen aufeinander – die Interaktion der Kommissare erfolgte durch Improvisation der Darsteller weitgehend ohne Drehbuch. NRW-Ministerpräsident Armin Laschet hat in dem Crossover-Fall einen Gastauftritt als er selbst.
- 2020 – In der Familie (Folge 1146/1147, 29. November 2020/6. Dezember 2020) – Regie: Dominik Graf, Pia Strietmann: Doppelfolge zum 50. Tatort-Jubiläum.[130]

### Philatelistisches
Mit dem Erstausgabetag 2. November 2020 gab das Bundesfinanzministerium ein Postwertzeichen in der Serie Deutsche Fernsehlegenden im Nennwert von 80 Eurocent anlässlich der 50 Jahre Tatort heraus. Der Entwurf stammt vom Grafiker Thomas Steinacker aus Bonn.

### Comic
Das Lustige Taschenbuch Nummer 539 trägt den Titel Zurück am Tatort Entenhausen.
1992 ist in der Ehapa Comic Collection der Tatort-Comic Zweierlei Blut mit Schimanski erschienen.

## Gastauftritte von Prominenten
- Folge 7: WDR (1971) Kressin – die dänische Sängerin Gitte Hænning in Kressin stoppt den Nordexpress als Kressins Freundin Birgit.
- Folge 10: NDR (1971) Trimmel – Der Journalist, Publizist, Diplomat und Politiker Günter Gaus spielte in AE612 ohne Landeerlaubnis einen Fluglotsen.
- Folge 11: NDR (1971) Trimmel – Staranwalt Rolf Bossi als Strafverteidiger in Der Richter in Weiss.
- Folge 20: WDR (1972) Kressin – Ernst Dieter Lueg und Friedrich Nowottny in Kressin und der Mann mit dem gelben Koffer als Fernsehjournalisten.
- Folge 45: NDR (1974) Brammer – Udo Lindenberg mit Gesangs- und Textrolle in Kneipenbekanntschaft.
- Folge 62: HR (1976) Konrad – Komponist Franz Grothe hatte eine kleine Sprechrolle in Zwei Flugkarten nach Rio.
- Folge 161: BR (1984) Lenz – In Heißer Schnee trat Rainer Langhans als John McGready der U.S. Army auf.
- Folge 198: NDR (1987) Stoever – In Voll auf Haß traten Die Toten Hosen in der Hamburger Fabrik auf.
- Folge 201: SR (1988) Palu – In Salü Palu spielte die Sängerin Sandra sich selbst und sang ihren Titel Stop for a minute als Premiere im Deutschen Fernsehen.
- Folge 214: WDR (1988) Schimanski – Dieter Bohlen, der einige Musikstücke der Schimanski-Folgen produzierte, trat in Moltke als eifersüchtiger Freund einer Zeugin auf.
- Folge 217: WDR (1989) Schimanski – Musiker Rio Reiser war in Der Pott zu sehen. Er schrieb auch die Musik für die Folge.
- Folge 260: NDR (1992) Stoever – Dieter Thomas Heck trat in Stoevers Fall als Kommissar Lindemann auf.
- Folge 300: BR (1994) Batic – In …und die Musi spielt dazu traten Die Toten Hosen als Volksmusikgruppe auf sowie ebenfalls die Biermösl Blosn.
- Folge 307: BR (1995) Batic – In Im Herzen Eiszeit spielte Rio Reiser die Hauptrolle Reinhard Kammermeier und Rudolph Moshammer spielte sich selbst.
- Folge 350: SWF (1997) Odenthal – In Tod im All spielten Anke Engelke und Ingolf Lück in kleinen Nebenrollen Mitarbeiter eines Radiosenders. In einer Gastrolle in einer Traumsequenz war Nina Hagen zu sehen.
- Folge 352: NDR (1997) Stoever – In Ausgespielt spielte der Radiomoderator Carlo von Tiedemann einen Radiomoderator, Bill Ramsey einen Barbesitzer.
- Folge 386: NDR (1998) Stoever – Gerhard Delling hatte in Arme Püppi einen kurzen Auftritt als Journalist.
- Folge 388: WDR (1998) Ballauf und Schenk – Der Journalist und Fernsehmoderator Sven Kuntze hatte in Bildersturm einen Gastauftritt als Moderator der Sendung Aktuelle Stunde.
- Folge 394: SDR (1998) Bienzle – In Bienzle und der Champion trat Ex-Box-Weltmeister Dariusz Michalczewski in einer Gastrolle auf.
- Folge 403: NDR (1999) Stoever – Der frühere DFB-Bundestrainer Berti Vogts hatte in der Folge Habgier eine kleine Rolle als Nachbar.
- Folge 425: Radio Bremen (1999) Lürsen – In Die apokalyptischen Reiter spielte Thomas Koschwitz einen Fernsehmoderator.
- Folge 433: NDR (2000) Stoever – In der Folge Blaues Blut spielte Rudolph Moshammer einen Händler, der Adelstitel verkaufte.
- Folge 457: BR (2000) Batic – In Einmal täglich spielte Karl Moik in einer kleinen Rolle als Gerichtsmediziner mit.
- Folge 467: HR (2001) Brinkmann – In Unschuldig spielte die Oberbürgermeisterin von Frankfurt am Main, Petra Roth, in einer kurzen Szene im Rathaus Römer sich selbst.
- Folge 469: SWR (2001) Bienzle – In Bienzle und der heimliche Zeuge trat kurz die damalige Bundesministerin der Justiz Herta Däubler-Gmelin (SPD) auf.
- Folge 474: SWR (2001) Odenthal – In Fette Krieger spielte der Rapper Harris die Rolle des DJ Krieger. Zudem spielten die Musiker DJ Tomekk (als er selbst) und MC Rene (als Reen) mit.
- Folge 500: Radio Bremen (2002) Lürsen – In Endspiel spielte der Radiomoderator, Sportjournalist und Stadionsprecher des Weserstadions Arnd Zeigler den Stadionsprecher eines Zweitligavereins (siehe auch Folge 794, in der Zeigler ebenfalls mitspielte).
- Folge 506: Radio Bremen (2002) Lürsen – In Schatten spielte Roger Moore sich selbst. Als Stargast gab er den Startschuss zum Bremer Sechstagerennen.
- Folge 510: BR (2002) Batic – In Totentanz spielte Bela B von der Punkband Die Ärzte einen DJ.
- Folge 516: SR (2002) Palu – In Alibi für Amelie spielte Vincent Klink einen berühmten Fernsehkoch.
- Folge 524: SFB (2003) Ritter und Stark – In Die Liebe und ihr Preis trat Jürgen Fliege als Moderator seiner gleichnamigen Show auf.
- Folge 525: SWR (2003) Bienzle – In der Folge Bienzle und der Tod im Teig hatte der FDP-Politiker Ulrich Goll eine Gastrolle.
- Folge 537: RBB (2003) Ritter und Stark – In der Folge Rosenholz, in der es um die gleichnamige Datei des Ministeriums für Staatssicherheit geht, hatte Marianne Birthler einen Gastauftritt, in dem sie sich selbst in ihrer Funktion als Bundesbeauftragte für die Unterlagen des Staatssicherheitsdienstes der ehemaligen DDR spielte.
- Folge 554: RBB (2004) Ritter und Stark – In Eine ehrliche Haut spielten Moderatorin Sabine Christiansen sowie die Politiker Rezzo Schlauch (Bündnis 90/Die Grünen) und Laurenz Meyer (CDU) sich selbst.
- Folge 579: SR (2004) Palu – In Teufel im Leib hatte der damalige saarländische Ministerpräsident Peter Müller einen Kurzauftritt als er selbst.
- Folgen 643 und 656: SR (2006/2007) Kappl – In den beiden Folgen Aus der Traum und Der Tote vom Straßenrand hatte die Fernsehköchin Léa Linster einen kurzen Gastauftritt als Lindenwirtin.
- Folge 652: SWR (2007) Bienzle – In der Folge Bienzle und die große Liebe hatte der Journalist Peter Voß einen Gastauftritt als Polizeipräsident.
- Folge 653: Radio Bremen (2007) Lürsen – In Schwelbrand spielte Jeanette Biedermann eine Neonazi-Aussteigerin und Pop-Sängerin. In weiteren Rollen sind unter anderem die Musiker und Gruppen MIA., Stefan Gwildis, Mattafix, Revolverheld, Mike Leon Grosch und Simon Webbe zu sehen.
- Folge 710: WDR (2008) Thiel und Boerne – In Wolfsstunde war Jörg Pilawa kurz als Reporter zu sehen.
- Folge 731: SR (2009) Kappl – In Bittere Trauben war Konstantin Wecker als Ludwig Kappl zu sehen.
- Folge 741: NDR (2009) Borowski – In Borowski und die Sterne spielte Hugo Egon Balder einen Rockstar und Helen Schneider seine Ex-Geliebte.
- Folge 742: WDR (2009) Ballauf und Schenk – In Platt gemacht trat die Kölner Band Höhner auf.
- Folge 777: NDR (2010) Borowski – In Borowski und eine Frage von reinem Geschmack spielte Moderator Reinhold Beckmann sich selbst in seiner Talkshow Beckmann.
- Folge 789: SR (2011) Kappl – In Heimatfront stellte Manuel Andrack einen Kneipenwirt dar.
- Folge 794: NDR (2011) Lindholm – In Mord in der ersten Liga spielte Moderator und Journalist Arnd Zeigler einen Fußballreporter (siehe auch Folge 500, in der Zeigler ebenfalls mitspielte).
- Folge 805: SWR (2011) Odenthal – In Im Abseits über den Mord an einer Fußballnationalspielerin spielten der Präsident des DFB Theo Zwanziger, Ex-Nationalspielerin Steffi Jones, Bundestrainer Joachim Löw, Teammanager Oliver Bierhoff sowie die deutsche Fußballnationalmannschaft der Frauen mit Trainerin Silvia Neid in kleinen Rollen sich selbst.
- Folge 810: WDR (2012) Thiel und Boerne – Kalle Pohl spielte in Zwischen den Ohren den Angelfreund von Vater Thiel.
- Folge 828: Radio Bremen (2012) Lürsen – In Ordnung im Lot war der Journalist und Fernsehmoderator Michail Paweletz als Nachrichtensprecher zu sehen.
- Folge 846: NDR (2012) Borowski – In Borowski und der freie Fall spielte Tagesthemen-Moderator Tom Buhrow sich selbst.
- Folge 865: NDR (2013) Tschiller – In Willkommen in Hamburg spielte der Boxer Arthur Abraham einen Kriminellen, der zu Beginn des Films in eine Schießerei mit Kommissar Tschiller gerät.
- Folge 867: WDR (2013) Thiel und Boerne – In Summ, summ, summ spielte Schlagersänger Roland Kaiser den Schlagerstar Roman König.
- Folge 906: NDR (2014) Borowski – In Borowski und das Meer trat Autor Frank Schätzing auf.
- Folge 907: WDR (2014) Thiel und Boerne – Frank Zander spielte in Der Hammer den Zuhälter Bruno Vogler.
- Folge 951: Radio Bremen (2015) Lürsen – In Wer Wind erntet, sät Sturm! waren Giovanni di Lorenzo als er selbst als Moderator der Radio Bremen-Talkshow 3 nach 9 sowie Yvonne Ransbach als Moderatorin des Radio Bremen-Regionalmagazins buten un binnen zu sehen.
- Folge 969: NDR (2015) Tschiller – In Der große Schmerz spielte Helene Fischer eine ukrainische Kriminelle.
- Folge 1007: WDR (2017) Ballauf und Schenk – In Wacht am Rhein trat der Jazzmusiker Klaus Doldinger, Komponist des „Tatort“-Titelstücks, bei einem Cameoauftritt als Straßenmusiker auf.
- Folge 1115: WDR (2020) Faber und Bönisch – In Das Team spielte der Ministerpräsident von Nordrhein-Westfalen Armin Laschet sich selbst.
- Folge 1153: SWR (2021) Lannert und Bootz – In Das ist unser Haus spielte Heinz Rudolf Kunze einen Verdächtigen.
- Folge 1183: NDR (2021) Lindholm – In Tatort: Alles kommt zurück spielte Udo Lindenberg sich selbst in einem Fall, der im Hotel Atlantic spielt. Regisseur Detlev Buck trat zudem als Zuhälter auf.
- Folge 1228: BR (2022) Batic – In Tatort: Hackl spielte Joshua Kimmich einen Fitnesstrainer.

## Tatort und Polizeiruf 110
Das DDR-Pendant zum Tatort war der Polizeiruf 110, der sich heute mit dem Tatort den Sendeplatz teilt. Die erste Crossover-Folge zwischen den beiden Reihen war 1990 Unter Brüdern, in der die westdeutschen Kommissare Schimanski und Thanner (dargestellt von Götz George und Eberhard Feik) auf ihre ostdeutschen Kollegen Fuchs und Grawe (dargestellt von Peter Borgelt und Andreas Schmidt-Schaller) trafen. Nach Götz Georges Abschied aus dem Tatort gab es die Polizeiruf-Folge Thanners neuer Job (1991), in der Eberhard Feik beim Polizeiruf eingeführt werden sollte. Einen weiteren Berührungspunkt gab es in der Polizeiruf-Folge Die Mutter von Monte Carlo (2006), in der Polizeiruf-Kommissar Thomas Keller (dargestellt von Jan-Gregor Kremp) auf seinen Frankfurter Tatort-Kollegen Fritz Dellwo (Jörg Schüttauf) traf. Am Ende von Polizeiruf 110: Wendemanöver (Teil 2) wird erwähnt, dass „ein Herr Tschiller aus Hamburg“ am Telefon sei.

## Romanadaptionen
Rund 70 Tatorte sind auch als Romane erschienen. Teils sind es Romane, die schon vor der Verfilmung veröffentlicht wurden, teils basieren sie auf dem jeweiligen Original-Drehbuch.
- A gmahde Wiesn
- Aus der Traum
- Bevor es dunkel wird
- Blinder Glaube

- Borowski und die einsamen Herzen
- Das ewig Böse
- Das Phantom
- Die Blume des Bösen

- Erntedank
- Moltke
- Schwarzer Peter
- Seenot

- Starkbier
- Strahlende Zukunft
- Tempelräuber
- Todesbrücke

- Todesstrafe
- Vermisst[136]

- Abschaum
- Das Böse
- Die Zärtlichkeit des Monsters
- Fetischzauber

- Feuertaufe
- Frauenmorde
- Hart an der Grenze
- Der dunkle Fleck

- Rendezvous
- Schatten
- Schlaflose Nächte
- Schneetreiben

- Sonnenfinsternis
- Todesbrücke
- Voll auf Hass
- Wenn Frauen Austern essen

- Wolf im Schafspelz[137]